# A Fazenda 16
A Fazenda 16 foi a décima sexta temporada do reality show brasileiro A Fazenda exibida pela Record, com sua estreia no dia 16 de setembro de 2024 e sua final em 19 de dezembro de 2024. Com a apresentação de Adriane Galisteu, a temporada contou com 24 participantes na disputa pelo prêmio de 2 milhões de reais, sob a direção de núcleo de Rodrigo Carelli.
O vencedor da temporada foi o ator e diretor Sacha Bali, que enfrentou o também ator Sidney Sampaio, o influenciador digital Yuri Bonotto e o ator Gui Vieira na final do programa. Sacha recebeu 2 milhões de reais, enquanto Sidney foi premiado com uma caminhonete zero quilômetro avaliada em 230 mil reais e Yuri com 50 mil reais por terem ficado em segundo e terceiro lugar, respectivamente.

## Exibição
O programa foi exibido diariamente pela Record. A transmissão foi realizada em pay-per-view (PPV) 24 horas por dia, através do serviço de streaming para assinantes do PlayPlus. Foi exibido de segunda a sábado às 22h45 e aos domingos às 23h15.
A reta final da temporada iniciou após a eliminação de Luana Targinno e Flor Fernandez, em 12 de dezembro de 2024, e perdurou por 8 dias, abarcando as últimas 3 eliminações até a Grande Final em 19 de dezembro de 2024.

## Formato
A décima sexta temporada possui vinte e quatro participantes. O cronograma do reality show é o mesmo de sua temporada anterior.
- Domingo: Compacto da convivência e Rancho do Fazendeiro.
- Segunda-feira: Prova de Fogo e Dinâmica de Apontamentos.
- Terça-feira: Votação para a Roça.[10]
- Quarta-feira: Prova do Fazendeiro.
- Quinta-feira: Eliminação.
- Sexta-feira: Compacto da convivência e flashes da Festa ao vivo.
- Sábado: Tudo que aconteceu na festa de sexta-feira.

### Paiol
Em 16 de agosto de 2024, na transmissão ao vivo de Aquecendo o Feno, sob comando de Lucas Selfie e Márcia Fu, o diretor de núcleo do programa Rodrigo Carelli revelou que o Paiol contaria com oito participantes, sendo composto quatro homens e quatro mulheres. Deste total, os quatro mais votados, independente do gênero, passariam a integrar o rol oficial de peões. Segundo o diretor, a dinâmica, como na temporada também será como uma "segunda chance" para ex-participantes de reality shows e também contará com influenciadores do Kwai, patrocinador da ação.
Os oito participantes foram revelados ao público em 16 de setembro de 2024, durante a estreia do programa.
| Candidato                                      | Ocupação                           | Reality shows/Kwai                                                                     | Resultado                                            |
| ---------------------------------------------- | ---------------------------------- | -------------------------------------------------------------------------------------- | ---------------------------------------------------- |
| Albert Bressan 54 anos, Ribeirão Pires - SP    | Empresário                         | Power Couple Brasil 6                                                                  | Escolhidos para entrar em 19 de setembro de 2024     |
| Cauê Fantin 26 anos, Itapecirica da Serra - SP | Diretor, ator e produtor           | Kwai                                                                                   | Escolhidos para entrar em 19 de setembro de 2024     |
| Gizelly Bicalho 33 anos, Iúna - ES             | Advogada criminalista e empresária | Big Brother Brasil 20                                                                  | Escolhidos para entrar em 19 de setembro de 2024     |
| Vivi Fernandez 46 anos, Brasília - DF          | Atriz                              | A Grande Conquista 2                                                                   | Escolhidos para entrar em 19 de setembro de 2024     |
| D'Black 39 anos, Rio de Janeiro - RJ           | Cantor e compositor                | Popstars 2 The Voice Brasil 6 Power Couple Brasil 3 Dancing Brasil 5 Bancando o Chef 2 | Não escolhidos para entrar em 19 de setembro de 2024 |
| Gabriela Rossi 29 anos, Porto Velho - RO       | Influenciadora digital e modelo    | De Férias com o Ex Caribe: Salseiro VIP A Grande Conquista 2                           | Não escolhidos para entrar em 19 de setembro de 2024 |
| Geovana Chagas 20 anos, Mauá - SP              | Atriz e cantora                    | Kwai                                                                                   | Não escolhidos para entrar em 19 de setembro de 2024 |
| Michael Calasans 32 anos, Santo André - SP     | Motorista de aplicativo            | A Grande Conquista 2                                                                   | Não escolhidos para entrar em 19 de setembro de 2024 |

### FuZenda
A medalhista olímpica Márcia Fu, participante da décima quinta edição do reality show, comanda o "FuZenda", quadro com doses de humor e descontração. A ex-peoa acompanha tudo o que acontece no confinamento, opinando e torcendo como o telespectador, podendo ocasionalmente interagir com Adriane Galisteu em ocasiões propícias para isso.

### Cabine de Descompressão
A décima sexta temporada de A Fazenda conta com a Cabine de Descompressão, exibida com exclusividade aos assinantes da plataforma PlayPlus, na qual Lucas Selfie entrevista o eliminado da semana minutos após o ocorrido, lhe questionando sobre suas atitudes, mostrando vídeos do confinamento e falando sobre a reação do público nas redes sociais.

### Instrutores
Durante o tempo em que estão em confinamento, os peões têm que realizar diversas tarefas diárias envolvendo os animais e a plantação, acompanhados por instrutores que ensinam como cuidar dos bichos e fazer a manutenção geral da fazenda.
- Diogo Barbieri — Caseiro
- Fernanda Manelli — Zootecnista
- Eryck Pinareli — Veterinário

## Controvérsias

### Falas de Flor Fernandez
Flor Fernandez foi acusada de declarações consideradas gordofóbicas, racistas e de intolerância religiosa após a Prova de Fogo em 22 de setembro. Flora Cruz criticou Flor por comentários sobre seu peso, resultando em um confronto. Também envolvida na discussão, Suelen Gervásio também manifestou descontentamento por ser chamada de "morena" por Flor. A situação se intensificou com trocas de acusações e frases polêmicas quando Flor disse que Suelen estava com "Satanás no ouvido" e começou a cantar "Xô Satanás", da banda Asa de Águia. Após o ocorrido, a produção emitiu um comunicado reforçando a necessidade de respeito e cuidado com as palavras.

### Cobertura na Internet
A Record fechou um contrato com a Banca Digital, uma empresa que firma parcerias com páginas na internet para campanhas de marketing viral. O acordo visa que perfis de fofoca, que comentam a vida de celebridades repercutam cenas e momentos de A Fazenda 16. Fazem parte do projeto perfis como Central da Fama e Gina Indelicada. Trata-se da primeira vez que a Record faz uma estratégia de marketing com participação da Banca Digital.
Outras páginas de  influenciadores alegaram que não cobririam o programa de graça e decidiram boicotar vídeos e fatos do programa. Segundo a Folha de S.Paulo em 7 de outubro de 2024, páginas como Choquei e Gossip do Dia fariam parte do boicote.

### Retirada de Raquel Brito
Em 7 de outubro de 2024, a participante Raquel Brito foi retirada da competição por orientação médica após passar mal durante a realização da Prova de Fogo no dia anterior.
Após o término da prova no dia 6 de outubro, os participantes da prova retornaram a sede, mas Raquel acabou não voltando. Suelen Gervásio disse aos outros participantes que Raquel havia passado mal durante a prova e sido levada pela equipe médica do programa. Com isso, a participante ficou fora da sede por mais de 15 horas, com a produção mandando dois comunicados aos participantes informando seu estado de saúde. No dia seguinte, a produção enviou mais um comunicado informando que a participante estava bem, mas que estava fora do jogo por ordens médicas.
Alguns boatos sobre o motivo da retirada da participante foram apontados na internet, como gravidez, falas de sua mãe de que ela estaria entubada ou problemas íntimos, mas todos foram desmentidos pela equipe da participante. Mais tarde, foi divulgado um relatório oficial no Instagram da participante: "A participante Raquel Brito Santos de Oliveira apresentou episódio súbito de dor torácico. Está passando por exames laboratoriais e de imagem, recebendo tratamento medicamentoso e necessita permanecer em repouso e hospitalizada neste momento", diz o relatório assinado por Leandro Santini Echenique, coordenador médico do programa. Durante a exibição do programa, foi mostrado o momento em que Raquel passa mal. Ela demonstrou ter problemas de fôlego e chega a colocar a mão no peito, enquanto a apresentadora Adriane Galisteu pergunta se ela quer desistir da prova. Sem conseguir responder, Raquel parece desmaiar por alguns segundos, com Suelen dizendo que elas iriam desistir da prova. A imagem seguinte já a mostra sendo resgatada pela equipe médica e sendo carregada de maca para fora do cenário.
Por fim, a emissora decidiu não substituir a participante.

### Acusação de agressão e desistência de Fernanda Campos e Zaac
Uma briga que se tornou generalizada ocorreu em 26 de outubro de 2024, que resultou na desistência de Fernanda Campos e Zaac no dia seguinte.
Tudo começou quando Luana Targino e Zé Love começaram a discutir após influenciadora bater na porta do banheiro enquanto o ex-jogador de futebol estava usando, perguntando se quem estava dentro iria demorar. Zé Love, que saiu do banheiro irritado, começou a discutir com Luana e reclamou sobre citarem seu filho no meio das brigas, com Gui Vieira dizendo que Zé Love também citou seu pai anteriormente dizendo que "ele teria vergonha do você". A briga acabou escalando para com que Zé Love começasse discussão com Yuri Bonotto. A discussão entre os dois acabou sendo levada para a varanda da sede, onde todos os participantes se envolveram no meio da confusão. Em um momento, Sacha Bali desce de uma escada e esbarra em Fernanda Campos, com ela se virando e colocando suas mãos na camisa e pescoço de Sacha, e Babi Muniz o acusando de agressão junto a Fernanda. Gui e Zaac também discutiram. Devido à proximidade entre eles, a produção emitiu um aviso sonoro, pedindo que eles se afastassem.
Alguns internautas criticaram Babi e Fernanda, e disseram que Fernanda que agrediu Sacha, subindo a tag #FernandaExpulsa no Twitter. Após toda a confusão, Babi e Fernanda começaram a falar sobre a "agressão" e espalharam pela casa, com os participantes começando a chamar Sacha de agressor e entre outras coisas. Em um momento, quando Sacha entraria no quarto, alguns participantes (incluindo Babi e Fernanda) começaram a bater palma para Sacha e chama-lo de agressor mais uma vez. Posteriormente as duas disseram que iriam desistir do jogo caso Sacha não fosse expulso.
No dia seguinte o assunto continuou reverberando na sede. Sacha e Zé Love discutiram novamente no quarto, mas as câmeras foram cortadas. Durante a exibição do programa naquele dia, foi mostrado que Zé Love pega um chinelo e ameaça bater em Sacha, mas acaba não fazendo, e a confusão acaba escalando para o lado de fora do quarto onde Zaac grita e quebra a perna da cadeira da cozinha. Durante a edição do dia 28 de outubro, foi mostrado que Adriane Galisteu confirmou aos participantes que não havia acontecido nenhuma agressão, fato esse que não foi aceito pelo auto intitulado "grupinho", principalmente por Babi, dizendo que era mentira. Depois, Fernanda e Zaac, tocaram o sino, foram ao closet, e não retornaram. Após isso, com todos os peões na sala, a produção emitiu o comunicado sobre a desistência dos participantes. Gilsão de Oliveira, fazendeiro da semana, não conseguiu nem ao menos ler o comunicado. Zé Love imediatamente começou a gritar e quase foi para cima de Sacha e outros amigos do ator, precisando ser contido para evitar uma agressão física.
Durante a formação da roça em 29 de outubro, após Vanessa começar a votar em Sacha utilizando a justificativa de agressão, a produção cortou o microfone dos participantes e Adriane Galisteu deu uma bronca nos participantes que continuavam falando sobre o tema: "Aquele momento da briga foi ao ar e o público também viu e sabe que não houve motivo para expulsão para nenhuma daquelas pessoas envolvidas naquele momento.  Nós estaríamos nos comprometendo nos posicionando de forma errada com o público, é isso que vocês querem dizer? Só para entender. São milhões de pessoas que viram o que aconteceu no PlayPlus e no programa. Inclusive, essas milhões de pessoas podem estar julgando vocês pela atitude de nos questionar. Vocês estão ao vivo para o Brasil. Atenção com o que vocês estão fazendo. Lamento muito que vocês continuem com esse assunto, é repetitivo e faz com que o jogo fique parado." Por fim, Galisteu afirmou que a Record tem regras. "Vocês podem questionar entre vocês o que vocês quiserem, o jogo é de vocês, mas a regra é nossa. Espero não ter que tocar novamente nesse assunto.
Mesmo após a bronca da apresentadora, o assunto voltou a ser comentando algumas vezes nos dias seguintes, onde Babi Muniz continuava afirmando que havia visto a agressão e que eles "iriam ver lá fora". Na madrugada de 6 de novembro, após a formação da sétima roça, Babi encontrou no quarto e enfrentou Sacha, que tentava sair do cômodo, o chamando agressor: "Agressor, agressor, agressor, agressor, agressor. Ah, e vai fazer o quê?", disse ela. E seguiu: "Você não empurrou a Fernanda? Então eu posso encostar em você também. Você empurrou e não foi expulso". Na sequência, Sacha destacou que queria sair do quarto. No entanto, durante a treta, a produção cortou o sinal do PlayPlus, exibindo as imagens das câmeras do pasto. Quando as câmeras voltaram, Babi já estava na cozinha e Sacha na varanda.
A atitude da participante não foi bem vista por boa parte do público, que criticou a falta de postura da produção do reality sobre as acusações. Em uma conversa no mesmo dia, Babi afirmou que a psicóloga do programa havia confirmado para ela que a agressão havia acontecido. Isso correu durante uma discussão dela com Yuri. No momento da briga, Yuri dispara sobre a agressão que não ocorreu. “Se fosse uma coisa séria e verdadeira, ele [Sacha] já teria saído”, pontuou. “Se Deus quiser, a gente vai ver. E não foi o que a psicóloga falou para mim! A psicóloga falou outra coisa para mim”, garante Babi. Depois: "Ela falou para mim que eles decidiram seguir o jogo. Se decidiu seguir o jogo... Eu [perguntei] ‘eu tô louca’ e ela ‘não, você não está louca".

### Acusação de ameaça

#### Babi Muniz e Camila Moura
Em uma conversa durante a noite de 28 de outubro de 2024 repercutiu nas redes sociais, após Babi Muniz e Camila Moura fazerem comentários considerados de tom de ameaça contra o participante Sacha Bali.
A conversa aconteceu na varanda da sede, e estavam presentes Babi Muniz, Camila Moura, Gizelly Bicalho e Vanessa Carvalho. "Ele [Sacha] quer VT. Eu fico 'ou eu rebato, ou eu dou VT'. Como ele não tá ganhando VT, ele tá ficando desesperado. Ou você acha que eu deveria ter gritado com ele e ter bicado a cara dele enquanto ele fazia abdominal? Era a minha vontade", iniciou Camila. "Tacar um peso na cabeça dele seria mais legal. Aquele peso de 15kg... Pá!", completou Babi. "Um peso de 15kg na cabeça é um pouco... É um pouco criminoso. Aí a gente vai dar um pouquinho de trabalho para a Adélia se a gente fizer isso", disparou Camila. 
Babi debochou: "Morte e é divertido", continua. "Ela falou 'pelo amor de Deus, não dá uma facada em ninguém, não', e eu 'a, mas uma facada não mata'", afirmou a participante. "É tentativa de homicídio, Babi", alegou Gizelly. "É na perna, amiga", disse Babi. "Na perna aqui mata", responde a advogada, na sequência.
A equipe de Sacha publicou uma nota nas redes sociais do ator para repudiar as ameaças de agressão que ele recebeu. Os administradores da página do peão no Instagram acionaram um advogado para responder a declarações de Babi Muniz e Camila Moura, que sugeriram algumas maneiras de machucar o colega de confinamento. Não foi a primeira vez que o ator sofreu com ameaças de agressão, principalmente durante discussões com outros participantes.

#### Fernando Presto
Durante o trato dos animais em 5 de novembro de 2024, uma fala de Fernando Presto repercutiu nas redes sociais ao se referir com tom um considerado de ameaça a Sacha Bali, ao sugerir que deveria cortar o ator "em partes".
Em conversa com Flora Cruz, o participante sugeriu cortar o rival "em partes". "Vamos pegar um saco de ráfia pra jogar as ervas daninhas fora. Será que o Sacha cabe? Acho que não. Mas se a gente cortar em partes.", em tom de brincadeira. "Gente do céu!", se chocou Flora com a fala de Fernando. "Vou pegar uma de plástico pra não espalhar sangue"", disparou o chef de cozinha.
A fala de Fernando deu o que falar e dividiu opiniões nas redes sociais: "Absurdo, já passou dos limites", afirmou uma internauta. "Perderam o juízo real", afirmou outra pessoa. "Isso é inaceitável, a produção precisa fazer alguma coisa", declarou a terceira. "Esse Fernando é muito baixo, não sabe jogar nem articular aí parte pra agressividade. Que vergonha", lamentou mais uma fã.
A equipe de Sacha se pronunciou e emitiu uma nota de repúdio após o comentário de Fernando. "Isso é inaceitável! Palavras como essas não têm lugar em nosso jogo e só mostram a falta de respeito e empatia. Precisamos nos unir contra esse tipo de violência verbal e física, e apoiar nosso peão!", declarou.

### Acusação de Trapaça
No dia 10 de dezembro de 2024, houve a décima segunda formação da roça da temporada, onde antes mesmo de começar a sua formação, o público já especulava que a roça teria 5 peões e não 4 como de costume, sendo a eliminação dupla. Durante a noite da roça, a apresentadora Adriane Galisteu confirmou que a roça realmente seria com 5 peões. Vanessa Carvalho, vencedora da Prova de Fogo da semana, escolheu ficar com a Chama Laranja onde teve uma imunidade, ela deu o Poder da Chama Branca à Sidney, que era o poder que colocaria um quinto peão na roça. Essa formação da roça culminou por ter presente um grupo inteiro conhecido popularmente como "G4", o grupo é formado por: Gui Vieira, Luana Targinno, Sacha Bali e Yuri Bonotto. Ambos foram à Roça, Sacha foi indicado pelo Fazendeiro da Semana, Gilsão, Yuri foi o mais votado que puxou Flor Fernandez da Baia, Luana sobrou no Resta Um e Gui foi indicado por Sidney por conta do poder da Chama.
Após o término da formação da roça, internautas e web começaram a especular um possível sinal que Vanessa Carvalho pode ter dado ao Fazendeiro Gilsão. Os internautas suspeitam que a peoa tenha trapaceado no jogo passando informações sobre o Poder da Chama Branca, que estava com Sidney. A interpretação é que Vanessa estaria sugerindo uma formação de Roça com cinco participantes, já que este era o Poder Branco que ela deu para Sidney. No antigo Twitter e outras redes sociais subiu a #CancelaoPoder, sugerindo uma nova formação da roça, ou até mesmo o seu cancelamento. A polêmica toda se instaurou por conta do fato da apresentadora, Adriane Galisteu, sempre em toda a formação de roça avisa sobre não dar sinais, ou qualquer dica sequer sobre os poderes por fazer parte das regras, inclusive, a própria apresentadora chegou a ser questionada na Internet se o poder seria cancelado ou não. Outras edições do reality, também chegaram a ser mencionadas, como por exemplo, em A Fazenda 12, que o participante Biel teve um poder da Chama anulado simplesmente por dizer: "Calma" a uma aliada de jogo.
Outro fato que o público menciona é sobre Gilsão em uma conversa com Albert Bressan e Sidney Sampaio, onde Albert comenta: "Confesso que ainda me deu um frio na barriga e pensei ‘caramba, será que não vai ser [Roça] dupla? Não vai ter mais nada, não?’ Quando eu vi que sobrou o poder, eu falei ‘p*ta merd*. Será que vai ser o segundo mais votado que vai pro banquinho?". Logo em seguida aparece Gilsão "assumindo" que teve uma conversa com Vanessa ao dizer: "Eu esqueci do poder. Demorou tanto que eu esqueci do poder. Aí eu perguntei ‘Nêssa, o poder ainda tá com o Sidney’? e ela falou que tava”.
Por fim, um dia após a formação da roça, no ao vivo, Adriane Galisteu comunicou a decisão da emissora dizendo que os Poderes não seriam cancelados e a roça seria mantida. A apresentadora alegou que Nêssa em nenhum momento falou sobre o Poder Branco com Gilsão e sim, sobre o Poder Laranja que já havia aberto: "Como vocês viram, eles não falaram do Poder Branco em nenhum momento, só do Poder Laranja, que a Vanessa já tinha aberto e tomado a sua decisão, que seria em ficar com a imunidade. O sinal que ela fez com a mão foi pedindo para esperar porque eu tinha voltado do intervalo. Está todo mundo de olho por aqui". Durante o diálago, enquanto Gilsão falava, Nêssa tentava fugir da conversa com ele para não burlar as regras, já que foi ele quem começou a conversa: "Tu sabe que se tu tivesse dado a imunidade pra ela, a gente ia botar os quatro [G4], né", Vanessa responde: "Mas eu pensei mais em mim, né" [...] Gilsão continua: "Tu acha que iriam chamarem quem agora depois dessa?", Vanessa segue: "Depois a gente conversa disso, porque não sei se pode ficar falando de Poder de Lampião" [...]

## Participantes
Seis participantes oficiais foram divulgados em 15 de setembro de 2024. Três deles durante o programa Domingo Record, com Rachel Sheherazade: Camila Moura, Gilson de Oliveira e Flor Fernandez. E outros três durante o programa Domingo Espetacular, com Carolina Ferraz e Sérgio Aguiar: Babi Muniz, Zé Love e Sidney Sampaio. No dia 16 de setembro, os demais participantes foram apresentados para o público durante a estreia, e no dia 19 de setembro, Albert Bressan, Cauê Fantin, Gizelly Bicalho e Vivi Fernandez foram os escolhidos do público no Paiol para ocuparem as quatro vagas restantes da temporada.
Abaixo a lista dos participantes desta edição, com as ocupações listadas pelo site oficial do programa e com suas respectivas idades durante o início das gravações.
| Participante                                             | Profissão                                   | Resultado                                |
| -------------------------------------------------------- | ------------------------------------------- | ---------------------------------------- |
| Sacha Bali 43 anos, Rio de Janeiro - RJ                  | Ator e diretor                              | Vencedor em 19 de dezembro de 2024       |
| Sidney Sampaio 44 anos, Lucélia - SP                     | Ator e apresentador                         | 2º lugar em 19 de dezembro de 2024       |
| Yuri Bonotto 34 anos, Porto Alegre - RS                  | Influenciador digital e modelo              | 3º lugar em 19 de dezembro de 2024       |
| Gui Vieira 21 anos, São Paulo - SP                       | Ator e modelo                               | 4º lugar em 19 de dezembro de 2024       |
| Juninho Bill 47 anos, Guarulhos - SP                     | Cantor, compositor e produtor               | 16º eliminado² em 17 de dezembro de 2024 |
| Vanessa Carvalho (Nêssa) 35 anos, Teófilo Otoni - MG     | Atriz e influenciadora digital              | 16ª eliminada² em 17 de dezembro de 2024 |
| Gilson de Oliveira (Gilsão) 42 anos, Rio de Janeiro - RJ | Personal trainer                            | 15º eliminado em 16 de dezembro de 2024  |
| Albert Bressan 54 anos, Ribeirão Pires - SP              | Empresário                                  | 14º eliminado em 15 de dezembro de 2024  |
| Flor Fernandez 60 anos, São Caetano do Sul - SP          | Apresentadora e ex-jurada                   | 13ª eliminada¹ em 12 de dezembro de 2024 |
| Luana Targinno 27 anos, Recife - PE                      | Influenciadora digital e empresária         | 12ª eliminada¹ em 12 de dezembro de 2024 |
| Flora Cruz 21 anos, Rio de Janeiro - RJ                  | Influenciadora digital, modelo e empresária | 11ª eliminada em 5 de dezembro de 2024   |
| Fernando Presto (Fer) 38 anos, Mogi das Cruzes - SP      | Chef de cozinha e artesão em couro          | 10º eliminado em 28 de novembro de 2024  |
| Babi Muniz 34 anos, São Paulo - SP                       | Atriz, modelo e influenciadora digital      | 9ª eliminada em 21 de novembro de 2024   |
| Gizelly Bicalho 33 anos, Iúna - ES                       | Advogada criminalista e empresária          | 8ª eliminada em 14 de novembro de 2024   |
| Zé Love 36 anos, Promissão - SP                          | Ex-jogador profissional de futebol          | 7º eliminado em 7 de novembro de 2024    |
| Camila Moura 30 anos, Rio de Janeiro - RJ                | Professora e influenciadora digital         | 6ª eliminada em 31 de outubro de 2024    |
| Fernanda Campos 27 anos, Alpinópolis - MG                | Influenciadora digital e modelo             | Desistente em 27 de outubro de 2024      |
| Zaac 31 anos, Diadema - SP                               | Cantor e compositor                         | Desistente em 27 de outubro de 2024      |
| Julia Simoura 20 anos, Belo Horizonte - MG               | Atriz                                       | 5ª eliminada em 24 de outubro de 2024    |
| Suelen Gervásio (Sue) 28 anos, Rio de Janeiro - RJ       | Influenciadora digital e modelo             | 4ª eliminada em 17 de outubro de 2024    |
| Cauê Fantin 26 anos, Itapecerica da Serra - SP           | Diretor, ator e produtor                    | 3º eliminado em 10 de outubro de 2024    |
| Raquel Brito 23 anos, Salvador - BA                      | Influenciadora digital e manicure           | Retirada em 7 de outubro de 2024         |
| Larissa Tomásia 28 anos, Limoeiro - PE                   | Influenciadora digital e modelo             | 2ª eliminada em 3 de outubro de 2024     |
| Vivi Fernandez 46 anos, Brasília - DF                    | Atriz                                       | 1ª eliminada em 26 de setembro de 2024   |

Nota 1: Flor Fernandez e Luana Targinno foram eliminadas na décima segunda roça do programa. Luana foi eliminada primeiro.
Nota 2: Juninho Bill e Vanessa Carvalho foram eliminados simultaneamente na décima quinta roça do programa.

## Histórico

### Prêmios extras
A temporada traz outros prêmios extras no valor de R$ 500.000 ao longo do programa.
| Semana | Atividade                                   | Prêmio                   | Ganhador   | Mediador   |
| ------ | ------------------------------------------- | ------------------------ | ---------- | ---------- |
| 1      | Prova do Fazendeiro "Viva Sorte"            | R$ 2.000                 | Babi       | Babi       |
| 1      | Prova do Fazendeiro "Viva Sorte"            | R$ 3.000                 | Juninho    | Juninho    |
| 1      | Prova do Fazendeiro "Viva Sorte"            | R$ 4.000                 | Flora Cruz | Flora Cruz |
| 1      | Prova do Fazendeiro "Viva Sorte"            | R$ 5.000                 | Zé Love    | Zé Love    |
| 1      | Prova do Fazendeiro "Viva Sorte"            | R$ 6.000                 | Julia      | Julia      |
| 1      | Atividade "Basquete Rural"                  | R$ 15.000                | Zé Love    | Zé Love    |
| 1      | Atividade "Achados e Perdidos"              | R$ 5.000                 | Gui Vieira | Fernanda   |
| 1      | Atividade "Achados e Perdidos"              | R$ 5.000                 | Sacha Bali | Fer Presto |
| 1      | Atividade "Achados e Perdidos"              | R$ 10.000                | Zé Love    | Sue        |
| 2      | Atividade "Escola Rural"                    | R$ 5.000                 | Camila     | Camila     |
| 2      | Atividade "Escola Rural"                    | R$ 5.000                 | Gui Vieira |            |
| 2      | Atividade "Escola Rural"                    | R$ 5.000                 | Sidney     |            |
| 3      | Atividade "Duelo de Latinhas"               | R$ 5.000                 | Zé Love    | Zé Love    |
| 3      | Atividade "Churrasco Rural"                 | R$ 10.000                | Flora Cruz | Julia      |
| 3      | Atividade "Churrasco Rural"                 | R$ 10.000                | Flora Cruz | Sue        |
| 3      | Atividade "Churrasco Rural"                 | R$ 10.000                | Zé Love    | Gilsão     |
| 3      | Atividade "Churrasco Rural"                 | R$ 10.000                | Zé Love    | Juninho    |
| 4      | Chama Branca Concedida pela "Prova de Fogo" | R$ 10.000                | Sidney     | Sidney     |
| 4      | Atividade "Circo do Faro"                   | R$ 5.000                 | Fer Presto | Luana      |
| 4      | Atividade "Circo do Faro"                   | R$ 5.000                 | Zé Love    | Juninho    |
| 4      | Atividade "Circo do Faro"                   | R$ 10.000                | Gizelly    | Nêssa      |
| 4      | Atividade "Circo do Faro"                   | R$ 10.000                | Babi       | Nêssa      |
| 5      | Atividade "Dia de Faxina"                   | R$ 2.000                 | Flora Cruz | Flora Cruz |
| 5      | Atividade "Dia de Faxina"                   | R$ 2.000                 | Zé Love    | Gilsão     |
| 5      | Atividade "Dia de Faxina"                   | R$ 2.000                 | Juninho    | Juninho    |
| 5      | Atividade "Dia de Faxina"                   | R$ 3.000                 | Albert     | Sacha Bali |
| 5      | Atividade "Dia de Faxina"                   | R$ 5.000                 | Luana      | Luana      |
| 5      | Atividade "Dia de Faxina"                   | R$ 6.000                 | Flor       | Flor       |
| 6      | Chama Branca Concedida pela "Prova de Fogo" | R$ 5.000                 | Zé Love    | Zé Love    |
| 6      | Chama Branca Concedida pela "Prova de Fogo" | R$ 5.000                 | Gilsão     | Zé Love    |
| 7      | Atividade "Xepa do Faro"                    | R$ 20.000                | Luana      | Albert     |
| 7      | Atividade "Xepa do Faro"                    | R$ 20.000                | Luana      | Fer Presto |
| 7      | Atividade "Xepa do Faro"                    | R$ 20.000                | Luana      | Flora Cruz |
| 7      | Atividade "Xepa do Faro"                    | R$ 20.000                | Luana      | Gilsão     |
| 7      | Atividade "Xepa do Faro"                    | R$ 20.000                | Luana      | Zé Love    |
| 8      | Prova do Fazendeiro "Kwai"                  | R$ 15.000                | Luana      | Luana      |
| 8      | Prova do Fazendeiro "Kwai"                  | R$ 15.000                | Nêssa      |            |
| 8      | Atividade "Contos de Faro"                  | R$ 10.000                | Juninho    | Fer Presto |
| 8      | Atividade "Contos de Faro"                  | R$ 10.000                | Sacha Bali |            |
| 9      | Atividade "Faronet"                         | R$ 10.000                | Gilsão     | Flora Cruz |
| 9      | Atividade "Faronet"                         | R$ 10.000                | Gilsão     | Gilsão     |
| 9      | Atividade "Faronet"                         | R$ 10.000                | Gilsão     | Gui Vieira |
| 9      | Atividade "Faronet"                         | R$ 10.000                | Gilsão     | Juninho    |
| 9      | Atividade "Faronet"                         | R$ 10.000                | Gilsão     | Nêssa      |
| 9      | Atividade "Faronet"                         | R$ 10.000                | Gilsão     | Sidney     |
| 10     | Chama Branca Concedida pela "Prova de Fogo" | R$ 11.000                | Albert     | Albert     |
| 13     | Prova Final                                 | R$ 20.000                | Gilsão     | Gilsão     |
| 13     | Prova Final                                 | R$ 20.000                | Sacha      |            |
| 13     | Lavação de Roupa Suja                       | R$ 10.000                | Gilsão     | Gilsão     |
| 13     | Lavação de Roupa Suja                       | R$ 2.000                 | Larissa    | Larissa    |
| 13     | Lavação de Roupa Suja                       | R$ 5.000                 | Gizelly    | Gizelly    |
| 13     | Lavação de Roupa Suja                       | R$ 2.000                 | Albert     | Albert     |
| 13     | Lavação de Roupa Suja                       | R$ 5.000                 | Sue        | Sue        |
| 13     | Lavação de Roupa Suja                       | R$ 5.000                 | Vivi       | Babi       |
| 13     | Lavação de Roupa Suja                       | R$ 5.000                 | Zé Love    | Babi       |
| 13     | Lavação de Roupa Suja                       | Lata de Leite Condensado | Yuri       | Yuri       |
| 13     | Lavação de Roupa Suja                       | R$ 2.000                 | Juninho    | Juninho    |
| 13     | Lavação de Roupa Suja                       | R$ 10.000                | Flor       | Flor       |
| 13     | Lavação de Roupa Suja                       | R$ 10.000                | Camila     |            |
| 13     | Lavação de Roupa Suja                       | Edredom                  | Sacha Bali | Sacha Bali |
| 13     | Lavação de Roupa Suja                       | Ovos                     | Nêssa      | Nêssa      |
| 13     | Lavação de Roupa Suja                       | R$ 2.000                 | Flora Cruz | Flora Cruz |
| 13     | Lavação de Roupa Suja                       | R$ 5.000                 | Julia      | Julia      |
| 13     | Lavação de Roupa Suja                       | R$ 2.000                 | Fer Presto | Fer Presto |
| 13     | Lavação de Roupa Suja                       | R$ 5.000                 | Sidney     | Sidney     |
| 13     | Lavação de Roupa Suja                       | Carro zero quilômetro    | Cauê       | Cauê       |

| Semana | Atividade                      | Prêmio    | Ganhador   | Nota       |
| ------ | ------------------------------ | --------- | ---------- | ---------- |
| 1      | Atividade "Máquina da Verdade" | R$ 20.000 | Vivi       | [ nota 2 ] |
| 2      | Atividade "Máquina da Verdade" | R$ 20.000 | Larissa    | [ nota 2 ] |
| 3      | Atividade "Máquina da Verdade" | R$ 14.000 | Cauê       | [ nota 2 ] |
| 4      | Atividade "Máquina da Verdade" | R$ 20.000 | Sue        | [ nota 2 ] |
| 5      | Atividade "Máquina da Verdade" | R$ 20.000 | Julia      | [ nota 2 ] |
| 6      | Atividade "Máquina da Verdade" | R$ 20.000 | Camila     | [ nota 2 ] |
| 7      | Atividade "Máquina da Verdade" | R$ 20.000 | Zé Love    | [ nota 2 ] |
| 8      | Atividade "Máquina da Verdade" | R$ 16.000 | Gizelly    | [ nota 2 ] |
| 9      | Atividade "Máquina da Verdade" | R$ 18.000 | Babi       | [ nota 2 ] |
| 10     | Atividade "Máquina da Verdade" | R$ 20.000 | Fer Presto | [ nota 2 ] |
| 11     | Atividade "Máquina da Verdade" | R$ 20.000 | Flora Cruz | [ nota 2 ] |
| 12     | Atividade "Máquina da Verdade" | R$ 20.000 | Luana      | [ nota 2 ] |
| 12     | Atividade "Máquina da Verdade" | R$ 20.000 | Flor       | [ nota 2 ] |

### Prova de Fogo
Assim como na temporada anterior, os participantes competem para ganhar o Poder do Lampião, que dá o direito ao detentor de abrir o Lampião que pode ter consequências boas ou ruins no processo de formação da Roça. Os poderes são divididos em duas Chamas: Branca e Laranja, respectivamente. A Chama escolhida pelo vencedor da Prova de Fogo permanece com ele e pode lhe trazer algum benefício. A Chama restante é definida, também, pelo vencedor da prova, que a delega a outro peão, sendo um benefício ou um malefício para quem ele(a) escolher. A Chama Laranja é definida pelo público através do Kwai dentre duas opções. Os perdedores da prova estão automaticamente na Baia e, costumeiramente, cada um escolhe outro peão para ir ao local com eles.
| Semana | Participantes | Líder da prova | Ganhador   | Excluídos                                                | Consequências |
| ------ | ------------- | -------------- | ---------- | -------------------------------------------------------- | --- |
| 1      | Albert        | Sue            | Zé Love    | Albert Fernanda Sacha Bali Sidney                        | Chama Branca (Zé Love): Troque o roceiro vetado da prova do Fazendeiro (Flor) por outro roceiro (Sacha Bali). Chama Laranja (Zaac): Imunize três peões ao Resta Um de hoje (Babi, Fernanda e Juninho). Você não pode se imunizar. |
| 1      | Babi          | Sue            | Zé Love    | Albert Fernanda Sacha Bali Sidney                        | Chama Branca (Zé Love): Troque o roceiro vetado da prova do Fazendeiro (Flor) por outro roceiro (Sacha Bali). Chama Laranja (Zaac): Imunize três peões ao Resta Um de hoje (Babi, Fernanda e Juninho). Você não pode se imunizar. |
| 1      | Raquel        | Sue            | Zé Love    | Albert Fernanda Sacha Bali Sidney                        | Chama Branca (Zé Love): Troque o roceiro vetado da prova do Fazendeiro (Flor) por outro roceiro (Sacha Bali). Chama Laranja (Zaac): Imunize três peões ao Resta Um de hoje (Babi, Fernanda e Juninho). Você não pode se imunizar. |
| 1      | Sidney        | Sue            | Zé Love    | Albert Fernanda Sacha Bali Sidney                        | Chama Branca (Zé Love): Troque o roceiro vetado da prova do Fazendeiro (Flor) por outro roceiro (Sacha Bali). Chama Laranja (Zaac): Imunize três peões ao Resta Um de hoje (Babi, Fernanda e Juninho). Você não pode se imunizar. |
| 1      | Sue           | Sue            | Zé Love    | Albert Fernanda Sacha Bali Sidney                        | Chama Branca (Zé Love): Troque o roceiro vetado da prova do Fazendeiro (Flor) por outro roceiro (Sacha Bali). Chama Laranja (Zaac): Imunize três peões ao Resta Um de hoje (Babi, Fernanda e Juninho). Você não pode se imunizar. |
| 1      | Camila        | Flora Cruz     | Zé Love    | Albert Fernanda Sacha Bali Sidney                        | Chama Branca (Zé Love): Troque o roceiro vetado da prova do Fazendeiro (Flor) por outro roceiro (Sacha Bali). Chama Laranja (Zaac): Imunize três peões ao Resta Um de hoje (Babi, Fernanda e Juninho). Você não pode se imunizar. |
| 1      | Flor          | Flora Cruz     | Zé Love    | Albert Fernanda Sacha Bali Sidney                        | Chama Branca (Zé Love): Troque o roceiro vetado da prova do Fazendeiro (Flor) por outro roceiro (Sacha Bali). Chama Laranja (Zaac): Imunize três peões ao Resta Um de hoje (Babi, Fernanda e Juninho). Você não pode se imunizar. |
| 1      | Flora Cruz    | Flora Cruz     | Zé Love    | Albert Fernanda Sacha Bali Sidney                        | Chama Branca (Zé Love): Troque o roceiro vetado da prova do Fazendeiro (Flor) por outro roceiro (Sacha Bali). Chama Laranja (Zaac): Imunize três peões ao Resta Um de hoje (Babi, Fernanda e Juninho). Você não pode se imunizar. |
| 1      | Luana         | Flora Cruz     | Zé Love    | Albert Fernanda Sacha Bali Sidney                        | Chama Branca (Zé Love): Troque o roceiro vetado da prova do Fazendeiro (Flor) por outro roceiro (Sacha Bali). Chama Laranja (Zaac): Imunize três peões ao Resta Um de hoje (Babi, Fernanda e Juninho). Você não pode se imunizar. |
| 1      | Nêssa         | Flora Cruz     | Zé Love    | Albert Fernanda Sacha Bali Sidney                        | Chama Branca (Zé Love): Troque o roceiro vetado da prova do Fazendeiro (Flor) por outro roceiro (Sacha Bali). Chama Laranja (Zaac): Imunize três peões ao Resta Um de hoje (Babi, Fernanda e Juninho). Você não pode se imunizar. |
| 1      | Cauê          | Gilsão         | Zé Love    | Albert Fernanda Sacha Bali Sidney                        | Chama Branca (Zé Love): Troque o roceiro vetado da prova do Fazendeiro (Flor) por outro roceiro (Sacha Bali). Chama Laranja (Zaac): Imunize três peões ao Resta Um de hoje (Babi, Fernanda e Juninho). Você não pode se imunizar. |
| 1      | Fernanda      | Gilsão         | Zé Love    | Albert Fernanda Sacha Bali Sidney                        | Chama Branca (Zé Love): Troque o roceiro vetado da prova do Fazendeiro (Flor) por outro roceiro (Sacha Bali). Chama Laranja (Zaac): Imunize três peões ao Resta Um de hoje (Babi, Fernanda e Juninho). Você não pode se imunizar. |
| 1      | Gilsão        | Gilsão         | Zé Love    | Albert Fernanda Sacha Bali Sidney                        | Chama Branca (Zé Love): Troque o roceiro vetado da prova do Fazendeiro (Flor) por outro roceiro (Sacha Bali). Chama Laranja (Zaac): Imunize três peões ao Resta Um de hoje (Babi, Fernanda e Juninho). Você não pode se imunizar. |
| 1      | Sacha Bali    | Gilsão         | Zé Love    | Albert Fernanda Sacha Bali Sidney                        | Chama Branca (Zé Love): Troque o roceiro vetado da prova do Fazendeiro (Flor) por outro roceiro (Sacha Bali). Chama Laranja (Zaac): Imunize três peões ao Resta Um de hoje (Babi, Fernanda e Juninho). Você não pode se imunizar. |
| 1      | Yuri          | Gilsão         | Zé Love    | Albert Fernanda Sacha Bali Sidney                        | Chama Branca (Zé Love): Troque o roceiro vetado da prova do Fazendeiro (Flor) por outro roceiro (Sacha Bali). Chama Laranja (Zaac): Imunize três peões ao Resta Um de hoje (Babi, Fernanda e Juninho). Você não pode se imunizar. |
| 1      | Fer Presto    | Zé Love        | Zé Love    | Albert Fernanda Sacha Bali Sidney                        | Chama Branca (Zé Love): Troque o roceiro vetado da prova do Fazendeiro (Flor) por outro roceiro (Sacha Bali). Chama Laranja (Zaac): Imunize três peões ao Resta Um de hoje (Babi, Fernanda e Juninho). Você não pode se imunizar. |
| 1      | Gizelly       | Zé Love        | Zé Love    | Albert Fernanda Sacha Bali Sidney                        | Chama Branca (Zé Love): Troque o roceiro vetado da prova do Fazendeiro (Flor) por outro roceiro (Sacha Bali). Chama Laranja (Zaac): Imunize três peões ao Resta Um de hoje (Babi, Fernanda e Juninho). Você não pode se imunizar. |
| 1      | Gui Vieira    | Zé Love        | Zé Love    | Albert Fernanda Sacha Bali Sidney                        | Chama Branca (Zé Love): Troque o roceiro vetado da prova do Fazendeiro (Flor) por outro roceiro (Sacha Bali). Chama Laranja (Zaac): Imunize três peões ao Resta Um de hoje (Babi, Fernanda e Juninho). Você não pode se imunizar. |
| 1      | Vivi          | Zé Love        | Zé Love    | Albert Fernanda Sacha Bali Sidney                        | Chama Branca (Zé Love): Troque o roceiro vetado da prova do Fazendeiro (Flor) por outro roceiro (Sacha Bali). Chama Laranja (Zaac): Imunize três peões ao Resta Um de hoje (Babi, Fernanda e Juninho). Você não pode se imunizar. |
| 1      | Zé Love       | Zé Love        | Zé Love    | Albert Fernanda Sacha Bali Sidney                        | Chama Branca (Zé Love): Troque o roceiro vetado da prova do Fazendeiro (Flor) por outro roceiro (Sacha Bali). Chama Laranja (Zaac): Imunize três peões ao Resta Um de hoje (Babi, Fernanda e Juninho). Você não pode se imunizar. |
| 2      | Babi          | Babi           | Sacha Bali | Babi Larissa Yuri Zaac                                   | Chama Branca (Sacha Bali): Não divulgado. Chama Laranja (Larissa): Repasse todos os votos que um peão recebeu para outro peão da sede. Você pode repassar seus próprios votos, se quiser. |
| 2      | Zé Love       | Babi           | Sacha Bali | Babi Larissa Yuri Zaac                                   | Chama Branca (Sacha Bali): Não divulgado. Chama Laranja (Larissa): Repasse todos os votos que um peão recebeu para outro peão da sede. Você pode repassar seus próprios votos, se quiser. |
| 2      | Gilsão        | Sacha Bali     | Sacha Bali | Babi Larissa Yuri Zaac                                   | Chama Branca (Sacha Bali): Não divulgado. Chama Laranja (Larissa): Repasse todos os votos que um peão recebeu para outro peão da sede. Você pode repassar seus próprios votos, se quiser. |
| 2      | Sacha Bali    | Sacha Bali     | Sacha Bali | Babi Larissa Yuri Zaac                                   | Chama Branca (Sacha Bali): Não divulgado. Chama Laranja (Larissa): Repasse todos os votos que um peão recebeu para outro peão da sede. Você pode repassar seus próprios votos, se quiser. |
| 2      | Cauê          | Yuri           | Sacha Bali | Babi Larissa Yuri Zaac                                   | Chama Branca (Sacha Bali): Não divulgado. Chama Laranja (Larissa): Repasse todos os votos que um peão recebeu para outro peão da sede. Você pode repassar seus próprios votos, se quiser. |
| 2      | Yuri          | Yuri           | Sacha Bali | Babi Larissa Yuri Zaac                                   | Chama Branca (Sacha Bali): Não divulgado. Chama Laranja (Larissa): Repasse todos os votos que um peão recebeu para outro peão da sede. Você pode repassar seus próprios votos, se quiser. |
| 3      | Camila        | Camila         | Camila     | Raquel Sue Zaac Zé Love                                  | Chama Branca (Sacha Bali): Todo voto que você receber terá peso dois. Chama Laranja (Camila): Escolha entre imunidade à indicação do Fazendeiro ou imunidade à votação do segundo roceiro. |
| 3      | Cauê          | Camila         | Camila     | Raquel Sue Zaac Zé Love                                  | Chama Branca (Sacha Bali): Todo voto que você receber terá peso dois. Chama Laranja (Camila): Escolha entre imunidade à indicação do Fazendeiro ou imunidade à votação do segundo roceiro. |
| 3      | Raquel        | Raquel         | Camila     | Raquel Sue Zaac Zé Love                                  | Chama Branca (Sacha Bali): Todo voto que você receber terá peso dois. Chama Laranja (Camila): Escolha entre imunidade à indicação do Fazendeiro ou imunidade à votação do segundo roceiro. |
| 3      | Sue           | Raquel         | Camila     | Raquel Sue Zaac Zé Love                                  | Chama Branca (Sacha Bali): Todo voto que você receber terá peso dois. Chama Laranja (Camila): Escolha entre imunidade à indicação do Fazendeiro ou imunidade à votação do segundo roceiro. |
| 3      | Albert        | Zé Love        | Camila     | Raquel Sue Zaac Zé Love                                  | Chama Branca (Sacha Bali): Todo voto que você receber terá peso dois. Chama Laranja (Camila): Escolha entre imunidade à indicação do Fazendeiro ou imunidade à votação do segundo roceiro. |
| 3      | Zé Love       | Zé Love        | Camila     | Raquel Sue Zaac Zé Love                                  | Chama Branca (Sacha Bali): Todo voto que você receber terá peso dois. Chama Laranja (Camila): Escolha entre imunidade à indicação do Fazendeiro ou imunidade à votação do segundo roceiro. |
| 4      | Flora Cruz    | Flora Cruz     | Sidney     | Flora Cruz Julia Nêssa Sacha Bali                        | Chama Branca (Sidney): O dono deste poder ganhará um prêmio de 10 mil reais se decidir deixar a sede sem água quente durante 48 horas. Chama Laranja (Albert): Anule todos os votos recebidos por um peão da Sede (Fernanda). |
| 4      | Julia         |                | Sidney     | Flora Cruz Julia Nêssa Sacha Bali                        | Chama Branca (Sidney): O dono deste poder ganhará um prêmio de 10 mil reais se decidir deixar a sede sem água quente durante 48 horas. Chama Laranja (Albert): Anule todos os votos recebidos por um peão da Sede (Fernanda). |
| 4      | Sacha Bali    |                | Sidney     | Flora Cruz Julia Nêssa Sacha Bali                        | Chama Branca (Sidney): O dono deste poder ganhará um prêmio de 10 mil reais se decidir deixar a sede sem água quente durante 48 horas. Chama Laranja (Albert): Anule todos os votos recebidos por um peão da Sede (Fernanda). |
| 4      | Sidney        |                | Sidney     | Flora Cruz Julia Nêssa Sacha Bali                        | Chama Branca (Sidney): O dono deste poder ganhará um prêmio de 10 mil reais se decidir deixar a sede sem água quente durante 48 horas. Chama Laranja (Albert): Anule todos os votos recebidos por um peão da Sede (Fernanda). |
| 5      | Fernanda      | Fernanda       | Gui Vieira | Fernanda Gizelly Juninho Sacha Bali                      | Chama Branca (Gui Vieira): Você está imune e deve imunizar mais um peão (Sacha Bali). Chama Laranja (Luana): Hoje não haverá a puxada da Baia tradicional. Você deve apontar um peão da Baia (Fernanda) e outro da Sede (Fer Presto). O segundo roceiro (Julia) deve puxar um desses dois para a terceira vaga na Roça (Fer Presto). |
| 5      | Gilsão        | Fernanda       | Gui Vieira | Fernanda Gizelly Juninho Sacha Bali                      | Chama Branca (Gui Vieira): Você está imune e deve imunizar mais um peão (Sacha Bali). Chama Laranja (Luana): Hoje não haverá a puxada da Baia tradicional. Você deve apontar um peão da Baia (Fernanda) e outro da Sede (Fer Presto). O segundo roceiro (Julia) deve puxar um desses dois para a terceira vaga na Roça (Fer Presto). |
| 5      | Zé Love       | Fernanda       | Gui Vieira | Fernanda Gizelly Juninho Sacha Bali                      | Chama Branca (Gui Vieira): Você está imune e deve imunizar mais um peão (Sacha Bali). Chama Laranja (Luana): Hoje não haverá a puxada da Baia tradicional. Você deve apontar um peão da Baia (Fernanda) e outro da Sede (Fer Presto). O segundo roceiro (Julia) deve puxar um desses dois para a terceira vaga na Roça (Fer Presto). |
| 5      | Camila        | Gizelly        | Gui Vieira | Fernanda Gizelly Juninho Sacha Bali                      | Chama Branca (Gui Vieira): Você está imune e deve imunizar mais um peão (Sacha Bali). Chama Laranja (Luana): Hoje não haverá a puxada da Baia tradicional. Você deve apontar um peão da Baia (Fernanda) e outro da Sede (Fer Presto). O segundo roceiro (Julia) deve puxar um desses dois para a terceira vaga na Roça (Fer Presto). |
| 5      | Gizelly       | Gizelly        | Gui Vieira | Fernanda Gizelly Juninho Sacha Bali                      | Chama Branca (Gui Vieira): Você está imune e deve imunizar mais um peão (Sacha Bali). Chama Laranja (Luana): Hoje não haverá a puxada da Baia tradicional. Você deve apontar um peão da Baia (Fernanda) e outro da Sede (Fer Presto). O segundo roceiro (Julia) deve puxar um desses dois para a terceira vaga na Roça (Fer Presto). |
| 5      | Luana         | Gizelly        | Gui Vieira | Fernanda Gizelly Juninho Sacha Bali                      | Chama Branca (Gui Vieira): Você está imune e deve imunizar mais um peão (Sacha Bali). Chama Laranja (Luana): Hoje não haverá a puxada da Baia tradicional. Você deve apontar um peão da Baia (Fernanda) e outro da Sede (Fer Presto). O segundo roceiro (Julia) deve puxar um desses dois para a terceira vaga na Roça (Fer Presto). |
| 5      | Albert        | Gui Vieira     | Gui Vieira | Fernanda Gizelly Juninho Sacha Bali                      | Chama Branca (Gui Vieira): Você está imune e deve imunizar mais um peão (Sacha Bali). Chama Laranja (Luana): Hoje não haverá a puxada da Baia tradicional. Você deve apontar um peão da Baia (Fernanda) e outro da Sede (Fer Presto). O segundo roceiro (Julia) deve puxar um desses dois para a terceira vaga na Roça (Fer Presto). |
| 5      | Gui Vieira    | Gui Vieira     | Gui Vieira | Fernanda Gizelly Juninho Sacha Bali                      | Chama Branca (Gui Vieira): Você está imune e deve imunizar mais um peão (Sacha Bali). Chama Laranja (Luana): Hoje não haverá a puxada da Baia tradicional. Você deve apontar um peão da Baia (Fernanda) e outro da Sede (Fer Presto). O segundo roceiro (Julia) deve puxar um desses dois para a terceira vaga na Roça (Fer Presto). |
| 5      | Sacha Bali    | Gui Vieira     | Gui Vieira | Fernanda Gizelly Juninho Sacha Bali                      | Chama Branca (Gui Vieira): Você está imune e deve imunizar mais um peão (Sacha Bali). Chama Laranja (Luana): Hoje não haverá a puxada da Baia tradicional. Você deve apontar um peão da Baia (Fernanda) e outro da Sede (Fer Presto). O segundo roceiro (Julia) deve puxar um desses dois para a terceira vaga na Roça (Fer Presto). |
| 5      | Fer Presto    | Juninho        | Gui Vieira | Fernanda Gizelly Juninho Sacha Bali                      | Chama Branca (Gui Vieira): Você está imune e deve imunizar mais um peão (Sacha Bali). Chama Laranja (Luana): Hoje não haverá a puxada da Baia tradicional. Você deve apontar um peão da Baia (Fernanda) e outro da Sede (Fer Presto). O segundo roceiro (Julia) deve puxar um desses dois para a terceira vaga na Roça (Fer Presto). |
| 5      | Zaac          | Juninho        | Gui Vieira | Fernanda Gizelly Juninho Sacha Bali                      | Chama Branca (Gui Vieira): Você está imune e deve imunizar mais um peão (Sacha Bali). Chama Laranja (Luana): Hoje não haverá a puxada da Baia tradicional. Você deve apontar um peão da Baia (Fernanda) e outro da Sede (Fer Presto). O segundo roceiro (Julia) deve puxar um desses dois para a terceira vaga na Roça (Fer Presto). |
| 5      | Juninho       | Juninho        | Gui Vieira | Fernanda Gizelly Juninho Sacha Bali                      | Chama Branca (Gui Vieira): Você está imune e deve imunizar mais um peão (Sacha Bali). Chama Laranja (Luana): Hoje não haverá a puxada da Baia tradicional. Você deve apontar um peão da Baia (Fernanda) e outro da Sede (Fer Presto). O segundo roceiro (Julia) deve puxar um desses dois para a terceira vaga na Roça (Fer Presto). |
| 6      | Albert        | Albert         | Zé Love    | Albert Camila Fer Presto Luana                           | Chama Branca (Zé Love): Você ganhou um prêmio de 5 mil reais. Escolha mais um peão para ganhar um prêmio de 5 mil também (Gilsão). Chama Laranja (Sidney): Hoje não terá Resta Um. Você deve indicar três peões (Gui Vieira, Luana e Nêssa) e o Fazendeiro (Gilsão) decide quem é o quarto roceiro (Luana).                          |
| 6      | Camila        |                | Zé Love    | Albert Camila Fer Presto Luana                           | Chama Branca (Zé Love): Você ganhou um prêmio de 5 mil reais. Escolha mais um peão para ganhar um prêmio de 5 mil também (Gilsão). Chama Laranja (Sidney): Hoje não terá Resta Um. Você deve indicar três peões (Gui Vieira, Luana e Nêssa) e o Fazendeiro (Gilsão) decide quem é o quarto roceiro (Luana).                          |
| 6      | Fer Presto    |                | Zé Love    | Albert Camila Fer Presto Luana                           | Chama Branca (Zé Love): Você ganhou um prêmio de 5 mil reais. Escolha mais um peão para ganhar um prêmio de 5 mil também (Gilsão). Chama Laranja (Sidney): Hoje não terá Resta Um. Você deve indicar três peões (Gui Vieira, Luana e Nêssa) e o Fazendeiro (Gilsão) decide quem é o quarto roceiro (Luana).                          |
| 6      | Luana         |                | Zé Love    | Albert Camila Fer Presto Luana                           | Chama Branca (Zé Love): Você ganhou um prêmio de 5 mil reais. Escolha mais um peão para ganhar um prêmio de 5 mil também (Gilsão). Chama Laranja (Sidney): Hoje não terá Resta Um. Você deve indicar três peões (Gui Vieira, Luana e Nêssa) e o Fazendeiro (Gilsão) decide quem é o quarto roceiro (Luana).                          |
| 6      | Sidney        |                | Zé Love    | Albert Camila Fer Presto Luana                           | Chama Branca (Zé Love): Você ganhou um prêmio de 5 mil reais. Escolha mais um peão para ganhar um prêmio de 5 mil também (Gilsão). Chama Laranja (Sidney): Hoje não terá Resta Um. Você deve indicar três peões (Gui Vieira, Luana e Nêssa) e o Fazendeiro (Gilsão) decide quem é o quarto roceiro (Luana).                          |
| 6      | Zé Love       |                | Zé Love    | Albert Camila Fer Presto Luana                           | Chama Branca (Zé Love): Você ganhou um prêmio de 5 mil reais. Escolha mais um peão para ganhar um prêmio de 5 mil também (Gilsão). Chama Laranja (Sidney): Hoje não terá Resta Um. Você deve indicar três peões (Gui Vieira, Luana e Nêssa) e o Fazendeiro (Gilsão) decide quem é o quarto roceiro (Luana).                          |
| 7      | Gilsão        | Gilsão         | Juninho    | Albert Flor Gilsão Gizelly Gui Vieira Nêssa Yuri Zé Love | Chama Branca (Sidney): Troque todos os moradores da Baia (Gilsão, Gizelly, Nêssa e Yuri) por peões da Sede (Albert, Flor, Gui Vieira e Zé Love). Chama Laranja (Juninho): Escolha dois peões da Baia. Eles estarão disponíveis para a votação cara a cara (Flor e Gui Vieira).                                                       |
| 7      | Gizelly       |                | Juninho    | Albert Flor Gilsão Gizelly Gui Vieira Nêssa Yuri Zé Love | Chama Branca (Sidney): Troque todos os moradores da Baia (Gilsão, Gizelly, Nêssa e Yuri) por peões da Sede (Albert, Flor, Gui Vieira e Zé Love). Chama Laranja (Juninho): Escolha dois peões da Baia. Eles estarão disponíveis para a votação cara a cara (Flor e Gui Vieira).                                                       |
| 7      | Juninho       |                | Juninho    | Albert Flor Gilsão Gizelly Gui Vieira Nêssa Yuri Zé Love | Chama Branca (Sidney): Troque todos os moradores da Baia (Gilsão, Gizelly, Nêssa e Yuri) por peões da Sede (Albert, Flor, Gui Vieira e Zé Love). Chama Laranja (Juninho): Escolha dois peões da Baia. Eles estarão disponíveis para a votação cara a cara (Flor e Gui Vieira).                                                       |
| 8      | Albert        | Albert         | Albert     | Juninho Luana Nêssa Yuri                                 | Chama Branca (Albert): Você deve escolher entre: Imunidade nesta roça ou ganhar 10 mil reais. Chama Laranja (Flor): Escolha 3 peões da Sede (Babi, Flora Cruz e Sidney). Somente eles estarão disponíveis para a votação que define o segundo roceiro.                                                                               |
| 8      | Babi          | Albert         | Albert     | Juninho Luana Nêssa Yuri                                 | Chama Branca (Albert): Você deve escolher entre: Imunidade nesta roça ou ganhar 10 mil reais. Chama Laranja (Flor): Escolha 3 peões da Sede (Babi, Flora Cruz e Sidney). Somente eles estarão disponíveis para a votação que define o segundo roceiro.                                                                               |
| 8      | Gui Vieira    | Albert         | Albert     | Juninho Luana Nêssa Yuri                                 | Chama Branca (Albert): Você deve escolher entre: Imunidade nesta roça ou ganhar 10 mil reais. Chama Laranja (Flor): Escolha 3 peões da Sede (Babi, Flora Cruz e Sidney). Somente eles estarão disponíveis para a votação que define o segundo roceiro.                                                                               |
| 8      | Fer Presto    | Luana          | Albert     | Juninho Luana Nêssa Yuri                                 | Chama Branca (Albert): Você deve escolher entre: Imunidade nesta roça ou ganhar 10 mil reais. Chama Laranja (Flor): Escolha 3 peões da Sede (Babi, Flora Cruz e Sidney). Somente eles estarão disponíveis para a votação que define o segundo roceiro.                                                                               |
| 8      | Luana         | Luana          | Albert     | Juninho Luana Nêssa Yuri                                 | Chama Branca (Albert): Você deve escolher entre: Imunidade nesta roça ou ganhar 10 mil reais. Chama Laranja (Flor): Escolha 3 peões da Sede (Babi, Flora Cruz e Sidney). Somente eles estarão disponíveis para a votação que define o segundo roceiro.                                                                               |
| 8      | Nêssa         | Luana          | Albert     | Juninho Luana Nêssa Yuri                                 | Chama Branca (Albert): Você deve escolher entre: Imunidade nesta roça ou ganhar 10 mil reais. Chama Laranja (Flor): Escolha 3 peões da Sede (Babi, Flora Cruz e Sidney). Somente eles estarão disponíveis para a votação que define o segundo roceiro.                                                                               |
| 8      | Gilsão        | Yuri           | Albert     | Juninho Luana Nêssa Yuri                                 | Chama Branca (Albert): Você deve escolher entre: Imunidade nesta roça ou ganhar 10 mil reais. Chama Laranja (Flor): Escolha 3 peões da Sede (Babi, Flora Cruz e Sidney). Somente eles estarão disponíveis para a votação que define o segundo roceiro.                                                                               |
| 8      | Juninho       | Yuri           | Albert     | Juninho Luana Nêssa Yuri                                 | Chama Branca (Albert): Você deve escolher entre: Imunidade nesta roça ou ganhar 10 mil reais. Chama Laranja (Flor): Escolha 3 peões da Sede (Babi, Flora Cruz e Sidney). Somente eles estarão disponíveis para a votação que define o segundo roceiro.                                                                               |
| 8      | Yuri          | Yuri           | Albert     | Juninho Luana Nêssa Yuri                                 | Chama Branca (Albert): Você deve escolher entre: Imunidade nesta roça ou ganhar 10 mil reais. Chama Laranja (Flor): Escolha 3 peões da Sede (Babi, Flora Cruz e Sidney). Somente eles estarão disponíveis para a votação que define o segundo roceiro.                                                                               |
| 9      | Babi          | Babi           | Gui Vieira | Flor Flora Cruz Juninho Sidney                           | Chama Branca (Gui Vieira): Hoje você fará o veto da Prova do Fazendeiro (Albert). Chama Laranja (Sacha Bali): Você deve escolher dois Peões da sede (Albert e Gilsão). Eles também poderão ser escolhidos na puxada da Baia. |
| 9      | Flor          |                | Gui Vieira | Flor Flora Cruz Juninho Sidney                           | Chama Branca (Gui Vieira): Hoje você fará o veto da Prova do Fazendeiro (Albert). Chama Laranja (Sacha Bali): Você deve escolher dois Peões da sede (Albert e Gilsão). Eles também poderão ser escolhidos na puxada da Baia. |
| 9      | Flora Cruz    |                | Gui Vieira | Flor Flora Cruz Juninho Sidney                           | Chama Branca (Gui Vieira): Hoje você fará o veto da Prova do Fazendeiro (Albert). Chama Laranja (Sacha Bali): Você deve escolher dois Peões da sede (Albert e Gilsão). Eles também poderão ser escolhidos na puxada da Baia. |
| 9      | Gilsão        |                | Gui Vieira | Flor Flora Cruz Juninho Sidney                           | Chama Branca (Gui Vieira): Hoje você fará o veto da Prova do Fazendeiro (Albert). Chama Laranja (Sacha Bali): Você deve escolher dois Peões da sede (Albert e Gilsão). Eles também poderão ser escolhidos na puxada da Baia. |
| 9      | Gui Vieira    |                | Gui Vieira | Flor Flora Cruz Juninho Sidney                           | Chama Branca (Gui Vieira): Hoje você fará o veto da Prova do Fazendeiro (Albert). Chama Laranja (Sacha Bali): Você deve escolher dois Peões da sede (Albert e Gilsão). Eles também poderão ser escolhidos na puxada da Baia. |
| 9      | Juninho       |                | Gui Vieira | Flor Flora Cruz Juninho Sidney                           | Chama Branca (Gui Vieira): Hoje você fará o veto da Prova do Fazendeiro (Albert). Chama Laranja (Sacha Bali): Você deve escolher dois Peões da sede (Albert e Gilsão). Eles também poderão ser escolhidos na puxada da Baia. |
| 9      | Sacha Bali    |                | Gui Vieira | Flor Flora Cruz Juninho Sidney                           | Chama Branca (Gui Vieira): Hoje você fará o veto da Prova do Fazendeiro (Albert). Chama Laranja (Sacha Bali): Você deve escolher dois Peões da sede (Albert e Gilsão). Eles também poderão ser escolhidos na puxada da Baia. |
| 9      | Sidney        |                | Gui Vieira | Flor Flora Cruz Juninho Sidney                           | Chama Branca (Gui Vieira): Hoje você fará o veto da Prova do Fazendeiro (Albert). Chama Laranja (Sacha Bali): Você deve escolher dois Peões da sede (Albert e Gilsão). Eles também poderão ser escolhidos na puxada da Baia. |
| 10     | Albert        | Albert         | Albert     | Fer Presto Nêssa Sacha Bali Yuri                         | Chama Branca (Albert): Se você não cair nesta roça, ganha um prêmio de 11 mil reais; Mas se você cair, todos os outros Peões ganham mil reais cada um. Chama Laranja (Flor): Você deve escolher uma imunidade: à indicação do Fazendeiro; à votação cara a cara; ou ao Resta Um.                                                     |
| 10     | Juninho       | Albert         | Albert     | Fer Presto Nêssa Sacha Bali Yuri                         | Chama Branca (Albert): Se você não cair nesta roça, ganha um prêmio de 11 mil reais; Mas se você cair, todos os outros Peões ganham mil reais cada um. Chama Laranja (Flor): Você deve escolher uma imunidade: à indicação do Fazendeiro; à votação cara a cara; ou ao Resta Um.                                                     |
| 10     | Sacha Bali    | Albert         | Albert     | Fer Presto Nêssa Sacha Bali Yuri                         | Chama Branca (Albert): Se você não cair nesta roça, ganha um prêmio de 11 mil reais; Mas se você cair, todos os outros Peões ganham mil reais cada um. Chama Laranja (Flor): Você deve escolher uma imunidade: à indicação do Fazendeiro; à votação cara a cara; ou ao Resta Um.                                                     |
| 10     | Fer Presto    | Fer Presto     | Albert     | Fer Presto Nêssa Sacha Bali Yuri                         | Chama Branca (Albert): Se você não cair nesta roça, ganha um prêmio de 11 mil reais; Mas se você cair, todos os outros Peões ganham mil reais cada um. Chama Laranja (Flor): Você deve escolher uma imunidade: à indicação do Fazendeiro; à votação cara a cara; ou ao Resta Um.                                                     |
| 10     | Gilsão        | Fer Presto     | Albert     | Fer Presto Nêssa Sacha Bali Yuri                         | Chama Branca (Albert): Se você não cair nesta roça, ganha um prêmio de 11 mil reais; Mas se você cair, todos os outros Peões ganham mil reais cada um. Chama Laranja (Flor): Você deve escolher uma imunidade: à indicação do Fazendeiro; à votação cara a cara; ou ao Resta Um.                                                     |
| 10     | Luana         | Fer Presto     | Albert     | Fer Presto Nêssa Sacha Bali Yuri                         | Chama Branca (Albert): Se você não cair nesta roça, ganha um prêmio de 11 mil reais; Mas se você cair, todos os outros Peões ganham mil reais cada um. Chama Laranja (Flor): Você deve escolher uma imunidade: à indicação do Fazendeiro; à votação cara a cara; ou ao Resta Um.                                                     |
| 10     | Nêssa         | Nêssa          | Albert     | Fer Presto Nêssa Sacha Bali Yuri                         | Chama Branca (Albert): Se você não cair nesta roça, ganha um prêmio de 11 mil reais; Mas se você cair, todos os outros Peões ganham mil reais cada um. Chama Laranja (Flor): Você deve escolher uma imunidade: à indicação do Fazendeiro; à votação cara a cara; ou ao Resta Um.                                                     |
| 10     | Sidney        | Nêssa          | Albert     | Fer Presto Nêssa Sacha Bali Yuri                         | Chama Branca (Albert): Se você não cair nesta roça, ganha um prêmio de 11 mil reais; Mas se você cair, todos os outros Peões ganham mil reais cada um. Chama Laranja (Flor): Você deve escolher uma imunidade: à indicação do Fazendeiro; à votação cara a cara; ou ao Resta Um.                                                     |
| 10     | Yuri          | Nêssa          | Albert     | Fer Presto Nêssa Sacha Bali Yuri                         | Chama Branca (Albert): Se você não cair nesta roça, ganha um prêmio de 11 mil reais; Mas se você cair, todos os outros Peões ganham mil reais cada um. Chama Laranja (Flor): Você deve escolher uma imunidade: à indicação do Fazendeiro; à votação cara a cara; ou ao Resta Um.                                                     |
| 11     | Gilsão        | Gilsão         | Luana      | Albert Gilsão Gui Vieira Sidney                          | Chama Branca (Sacha Bali): Hoje não terá Resta Um. Você deve escolher dois peões (Albert e Gilsão) e uma nova votação indicará qual dos dois será o quarto roceiro (Gilsão). Chama Laranja (Luana): Hoje seu voto (Flora Cruz) valerá por 4.                                                                                         |
| 11     | Gui Vieira    | Gilsão         | Luana      | Albert Gilsão Gui Vieira Sidney                          | Chama Branca (Sacha Bali): Hoje não terá Resta Um. Você deve escolher dois peões (Albert e Gilsão) e uma nova votação indicará qual dos dois será o quarto roceiro (Gilsão). Chama Laranja (Luana): Hoje seu voto (Flora Cruz) valerá por 4.                                                                                         |
| 11     | Luana         | Luana          | Luana      | Albert Gilsão Gui Vieira Sidney                          | Chama Branca (Sacha Bali): Hoje não terá Resta Um. Você deve escolher dois peões (Albert e Gilsão) e uma nova votação indicará qual dos dois será o quarto roceiro (Gilsão). Chama Laranja (Luana): Hoje seu voto (Flora Cruz) valerá por 4.                                                                                         |
| 11     | Sacha Bali    | Luana          | Luana      | Albert Gilsão Gui Vieira Sidney                          | Chama Branca (Sacha Bali): Hoje não terá Resta Um. Você deve escolher dois peões (Albert e Gilsão) e uma nova votação indicará qual dos dois será o quarto roceiro (Gilsão). Chama Laranja (Luana): Hoje seu voto (Flora Cruz) valerá por 4.                                                                                         |
| 11     | Albert        | Sidney         | Luana      | Albert Gilsão Gui Vieira Sidney                          | Chama Branca (Sacha Bali): Hoje não terá Resta Um. Você deve escolher dois peões (Albert e Gilsão) e uma nova votação indicará qual dos dois será o quarto roceiro (Gilsão). Chama Laranja (Luana): Hoje seu voto (Flora Cruz) valerá por 4.                                                                                         |
| 11     | Sidney        | Sidney         | Luana      | Albert Gilsão Gui Vieira Sidney                          | Chama Branca (Sacha Bali): Hoje não terá Resta Um. Você deve escolher dois peões (Albert e Gilsão) e uma nova votação indicará qual dos dois será o quarto roceiro (Gilsão). Chama Laranja (Luana): Hoje seu voto (Flora Cruz) valerá por 4.                                                                                         |
| 12     | Albert        | Albert         | Nêssa      | Flor Gui Vieira Luana Sacha Bali                         | Chama Branca (Sidney): A Roça desta semana terá cinco peões. Você deve indicar um quinto roceiro (Gui Vieira), que deverá vetar dois roceiros da Prova do Fazendeiro (Flor e Sacha Bali). Chama Laranja (Nêssa): Você deve escolher entre imunidade nesta Roça ou um prêmio de R$ 20 mil.                                            |
| 12     | Flor          |                | Nêssa      | Flor Gui Vieira Luana Sacha Bali                         | Chama Branca (Sidney): A Roça desta semana terá cinco peões. Você deve indicar um quinto roceiro (Gui Vieira), que deverá vetar dois roceiros da Prova do Fazendeiro (Flor e Sacha Bali). Chama Laranja (Nêssa): Você deve escolher entre imunidade nesta Roça ou um prêmio de R$ 20 mil.                                            |
| 12     | Gui Vieira    |                | Nêssa      | Flor Gui Vieira Luana Sacha Bali                         | Chama Branca (Sidney): A Roça desta semana terá cinco peões. Você deve indicar um quinto roceiro (Gui Vieira), que deverá vetar dois roceiros da Prova do Fazendeiro (Flor e Sacha Bali). Chama Laranja (Nêssa): Você deve escolher entre imunidade nesta Roça ou um prêmio de R$ 20 mil.                                            |
| 12     | Juninho       |                | Nêssa      | Flor Gui Vieira Luana Sacha Bali                         | Chama Branca (Sidney): A Roça desta semana terá cinco peões. Você deve indicar um quinto roceiro (Gui Vieira), que deverá vetar dois roceiros da Prova do Fazendeiro (Flor e Sacha Bali). Chama Laranja (Nêssa): Você deve escolher entre imunidade nesta Roça ou um prêmio de R$ 20 mil.                                            |
| 12     | Luana         |                | Nêssa      | Flor Gui Vieira Luana Sacha Bali                         | Chama Branca (Sidney): A Roça desta semana terá cinco peões. Você deve indicar um quinto roceiro (Gui Vieira), que deverá vetar dois roceiros da Prova do Fazendeiro (Flor e Sacha Bali). Chama Laranja (Nêssa): Você deve escolher entre imunidade nesta Roça ou um prêmio de R$ 20 mil.                                            |
| 12     | Nêssa         |                | Nêssa      | Flor Gui Vieira Luana Sacha Bali                         | Chama Branca (Sidney): A Roça desta semana terá cinco peões. Você deve indicar um quinto roceiro (Gui Vieira), que deverá vetar dois roceiros da Prova do Fazendeiro (Flor e Sacha Bali). Chama Laranja (Nêssa): Você deve escolher entre imunidade nesta Roça ou um prêmio de R$ 20 mil.                                            |
| 12     | Sacha Bali    |                | Nêssa      | Flor Gui Vieira Luana Sacha Bali                         | Chama Branca (Sidney): A Roça desta semana terá cinco peões. Você deve indicar um quinto roceiro (Gui Vieira), que deverá vetar dois roceiros da Prova do Fazendeiro (Flor e Sacha Bali). Chama Laranja (Nêssa): Você deve escolher entre imunidade nesta Roça ou um prêmio de R$ 20 mil.                                            |
| 12     | Sidney        |                | Nêssa      | Flor Gui Vieira Luana Sacha Bali                         | Chama Branca (Sidney): A Roça desta semana terá cinco peões. Você deve indicar um quinto roceiro (Gui Vieira), que deverá vetar dois roceiros da Prova do Fazendeiro (Flor e Sacha Bali). Chama Laranja (Nêssa): Você deve escolher entre imunidade nesta Roça ou um prêmio de R$ 20 mil.                                            |
| 12     | Yuri          |                | Nêssa      | Flor Gui Vieira Luana Sacha Bali                         | Chama Branca (Sidney): A Roça desta semana terá cinco peões. Você deve indicar um quinto roceiro (Gui Vieira), que deverá vetar dois roceiros da Prova do Fazendeiro (Flor e Sacha Bali). Chama Laranja (Nêssa): Você deve escolher entre imunidade nesta Roça ou um prêmio de R$ 20 mil.                                            |

### Delegação das obrigações
Toda semana, o Fazendeiro tem que delegar uma obrigação para os peões, como cuidar das vacas, das aves e das plantas.
|                 | Sem. 1                                                                                                 | Sem. 2                                                                                            | Sem. 3                                                                                    | Sem. 4                                                               | Sem. 5                                                            | Sem. 6                                                              | Sem. 7                            | Sem. 8                        | Sem. 9                | Sem. 10     | Sem. 11    | Sem. 12    | Sem. 13    |
| --------------- | --- | ------------------------------------------------------------------------------------------------- | ----------------------------------------------------------------------------------------- | -------------------------------------------------------------------- | ----------------------------------------------------------------- | ------------------------------------------------------------------- | --------------------------------- | ----------------------------- | --------------------- | ----------- | ---------- | ---------- | ---------- |
| Fazendeiro      | Julia                                                                                                  | Flor                                                                                              | Julia                                                                                     | Zé Love                                                              | Yuri                                                              | Gilsão                                                              | Luana                             | Sacha Bali                    | Luana                 | Gui Vieira  | Yuri       | Gilsão     | Yuri       |
| Vaca e Touro    | Gilsão                                                                                                 | Sacha Bali                                                                                        | Fernanda                                                                                  | Gilsão                                                               | Gilsão                                                            | Zaac                                                                | Gilsão                            | Fer Presto                    | Gui Vieira            | Albert      | Gilsão     | Sacha Bali | Albert     |
| Vaca e Touro    | Gilsão                                                                                                 | Sacha Bali                                                                                        | Fernanda                                                                                  | Gilsão                                                               | Gilsão                                                            | Flora Cruz                                                          | Gilsão                            | Fer Presto                    | Gui Vieira            | Albert      | Gilsão     | Sacha Bali | Albert     |
| Vaca e Touro    | Zé Love                                                                                                | Sue                                                                                               | Fer Presto                                                                                | Sidney                                                               | Sue                                                               | Zé Love                                                             | Sidney                            | Sidney⁵                       | Yuri                  | Juninho     | Sidney     | Yuri       | Gilsão     |
| Vaca e Touro    | Zé Love                                                                                                | Sue                                                                                               | Fer Presto                                                                                | Sidney                                                               | Albert                                                            | Zé Love                                                             | Sidney                            | Nêssa                         | Yuri                  | Juninho     | Sidney     | Yuri       | Gilsão     |
| Cavalo          | Flor                                                                                                   | Luana                                                                                             | Zaac                                                                                      | Flor                                                                 | Sacha Bali                                                        | Flor                                                                | Gui Vieira                        | Luana                         | Sacha Bali            | Yuri        | Flor       | Sidney     | Gui Vieira |
| Mini cabras     | Yuri                                                                                                   | Larissa                                                                                           | Camila                                                                                    | Fer Presto                                                           | Julia                                                             | Fernanda                                                            | Sacha Bali                        | Gui Vieira                    | Flor                  | Luana       | Flora Cruz | Flora Cruz | Sacha Bali |
| Mini cabras     | Yuri                                                                                                   | Larissa                                                                                           | Camila                                                                                    | Fer Presto                                                           | Julia                                                             | Camila                                                              | Sacha Bali                        | Gui Vieira                    | Flor                  | Luana       | Flora Cruz | Juninho    | Sacha Bali |
| Ovelhas         | Babi                                                                                                   | Gui Vieira³                                                                                       | Sidney                                                                                    | Babi                                                                 | Luana                                                             | Sidney⁴                                                             | Yuri                              | Flor                          | Flora Cruz            | Sacha Bali  | Albert     | Albert     | Flor       |
| Ovelhas         | Babi                                                                                                   | Juninho                                                                                           | Sidney                                                                                    | Babi                                                                 | Luana                                                             | Fer Presto                                                          | Yuri                              | Flor                          | Flora Cruz            | Sacha Bali  | Albert     | Albert     | Flor       |
| Porcos          | Nêssa                                                                                                  | Cauê                                                                                              | Gilsão                                                                                    | Zaac                                                                 | Flora Cruz                                                        | Babi                                                                | Albert                            | Juninho                       | Gilsão                | Flor        | Sacha Bali | Luana      | Juninho    |
| Horta e plantas | Camila                                                                                                 | Gizelly                                                                                           | Albert                                                                                    | Juninho                                                              | Camila                                                            | Nêssa                                                               | Fer Presto                        | Albert                        | Nêssa                 | Sidney      | Gui Vieira | Gui Vieira | Luana      |
| Aves            | Larissa                                                                                                | Vivi                                                                                              | Babi                                                                                      | Albert                                                               | Gui Vieira                                                        | Juninho                                                             | Flor                              | Gilsão                        | Fer Presto            | Nêssa       | Luana      | Flor       | Sidney     |
| Aves            | Larissa                                                                                                | Raquel                                                                                            | Babi                                                                                      | Albert                                                               | Gui Vieira                                                        | Juninho                                                             | Flor                              | Gilsão                        | Fer Presto            | Nêssa       | Luana      | Flor       | Sidney     |
| Lixo            | Zaac                                                                                                   | Julia                                                                                             | Zé Love                                                                                   | Gui Vieira                                                           | Flor                                                              | Gizelly                                                             | Zé Love                           | Gizelly                       | Babi                  | Fer Presto  | Fer Presto | Juninho    | Albert     |
| Lixo            | Zaac                                                                                                   | Julia                                                                                             | Zé Love                                                                                   | Gui Vieira                                                           | Flor                                                              | Gizelly                                                             | Zé Love                           | Gizelly                       | Babi                  | Fer Presto  | Nêssa      | Juninho    | Albert     |
| Câmera          | Raquel                                                                                                 | Yuri                                                                                              | Flor                                                                                      | Fernanda                                                             | Gizelly                                                           | Albert                                                              | Flora Cruz                        | Yuri                          | Juninho               | Flora Cruz  | Juninho    | Nêssa      | Nêssa      |
| Sem obrigações  | Albert Cauê Fernanda Fer Presto Flora Cruz Gizelly Gui Vieira Juninho Luana Sacha Bali Sidney Sue Vivi | Albert Babi Camila Fernanda Fer Presto Flora Cruz Gilsão Juninho Nêssa Raquel Sidney Zaac Zé Love | Cauê Flora Cruz Gizelly Gui Vieira Juninho Larissa Luana Nêssa Raquel Sacha Bali Sue Yuri | Camila Cauê Flora Cruz Gizelly Julia Luana Nêssa Sacha Bali Sue Yuri | Albert Babi Fernanda Fer Presto Juninho Nêssa Sidney Zaac Zé Love | Camila Fer Presto Flora Cruz Gui Vieira Julia Luana Sacha Bali Yuri | Babi Camila Gizelly Juninho Nêssa | Babi Flora Cruz Nêssa Zé Love | Albert Gizelly Sidney | Babi Gilsão | Nêssa      | Ninguém    | Ninguém    |

Nota 3: Por recomendação da equipe médica do programa, no dia 28 de setembro de 2024, Gui Vieira foi afastado do trato das ovelhas. A Fazendeira Flor escolheu Juninho para assumir a função.

Nota 4: Por recomendação da equipe médica do programa, no dia 26 de outubro de 2024, Sidney foi afastado do trato das ovelhas. O Fazendeiro Gilsão escolheu Fer Presto para assumir a função.

Nota 5: Por recomendação da equipe médica do programa, no dia 8 de novembro de 2024, Sidney foi afastado do trato da Vaca e Touro. O Fazendeiro Sacha Bali escolheu Nêssa para assumir a função.

### Rancho do Fazendeiro
| Semana | Fazendeiro | Acompanhantes                    |
| ------ | ---------- | -------------------------------- |
| 1      | Julia      | Luana Raquel Sue                 |
| 2      | Flor       | Fernanda Fer Presto Zé Love      |
| 3      | Julia      | Camila Flora Cruz Gizelly        |
| 4      | Zé Love    | Babi Sidney Zaac                 |
| 5      | Yuri       | Flora Cruz Gui Vieira Sacha Bali |
| 6      | Gilsão     | Albert Juninho Nêssa             |
| 7      | Luana      | Gui Vieira Sacha Bali Yuri       |
| 8      | Sacha Bali | Gui Vieira Luana Yuri            |
| 9      | Luana      | Gui Vieira Sacha Bali Yuri       |
| 10     | Gui Vieira | Luana Sacha Bali Yuri            |
| 11     | Yuri       | Gui Vieira Luana Sacha Bali      |
| 12     | Gilsão     | Juninho Nêssa Sidney             |
| 13     | Yuri       | Gui Vieira Juninho Sacha Bali    |

### Punições
Quando há o descumprimento de alguma regra, demora ou erro no cuidado dos animais, os peões recebem alguma punição que prejudique a autossubsistência na Sede. Ao longo da temporada houve 30 punições de convivência e 2 por conta dos poderes da Chama.
| Data  | Peão           | Motivo                                                                                  | Duração                  | Punição                     | Fazendeiro da Semana |
| ----- | -------------- | --------------------------------------------------------------------------------------- | ------------------------ | --------------------------- | -------------------- |
| 23/09 | Fernanda       | Não cumpriu as regras de horário da Fazenda Saiu do perímetro em horário não permitido  | 6 horas                  | Sem água quente             | Julia                |
| 26/09 | Fernanda (2)   | Não utilizaram galochas na área dos animais                                             | 8 horas                  | Sem água quente             | Flor                 |
| 26/09 | Zaac           | Não utilizaram galochas na área dos animais                                             | 8 horas                  | Sem água quente             | Flor                 |
| 27/09 | Zaac (2)       | Não utilizou o microfone para se comunicar                                              | 24 horas                 | Sem academia                | Flor                 |
| 28/09 | Gui Vieira     | Não atendeu aos sinais sonoros para obrigações das ovelhas                              | 12 horas                 | Sem gás                     | Flor                 |
| 30/09 | Raquel         | Não cumpriu as regras de convivência da Fazenda Levou objetos para a área dos animais   | 48 horas                 | Sem café                    | Flor                 |
| 30/09 | Larissa        | Não cumpriu as regras de convivência da Baia Utilizou o reservado da Sede               | 12 horas                 | Sem água quente             | Flor                 |
| 01/10 | Julia          | Não utilizou galochas na área dos animais                                               | 12 horas                 | Sem piscina e ofurô         | Flor                 |
| 01/10 | Larissa (2)    | Tentaram combinar sinais sobre os poderes do Lampião                                    | Cancelamento dos poderes | Cancelamento dos poderes    | Flor                 |
| 01/10 | Sacha Bali     | Tentaram combinar sinais sobre os poderes do Lampião                                    | Cancelamento dos poderes | Cancelamento dos poderes    | Flor                 |
| 02/10 | Zé Love        | Não utilizou o microfone para se comunicar                                              | 24 horas                 | Sem água encanada           | Julia                |
| 02/10 | Babi           | Não cumpriu as regras de convivência da Baia Saiu do perímetro em horário não permitido | 24 horas                 | Sem água encanada           | Julia                |
| 02/10 | Zaac (3)       | Não cumpriu as regras de convivência da Baia Saiu do perímetro em horário não permitido | 24 horas                 | Sem água encanada           | Julia                |
| 02/10 | Sacha Bali (2) | Não cumpriu as regras de convivência da Fazenda Levou objetos para a área dos animais   | 48 horas                 | Sem academia                | Julia                |
| 04/10 | Flor           | Não utilizou galochas na área dos animais                                               | 48 horas                 | Sem piscina e ofurô         | Julia                |
| 05/10 | Sacha Bali (3) | Entrou na piscina ainda durante a interdição pela punição anterior                      | +24 horas                | Sem piscina e ofurô         | Julia                |
| 05/10 | Flor (2)       | Não cumpriu as regras de convivência da Fazenda Levou objetos para a área dos animais   | 36 horas                 | Sem água quente             | Julia                |
| 08/10 | Sue            | Não cumpriu as regras de convivência da Fazenda Levou objetos para a área dos animais   | Até a próxima reposição  | Sem ovos                    | Julia                |
| 10/10 | Luana          | Não cumpriu as regras de convivência da Fazenda Levou objetos para a área dos animais   | 24 horas                 | Sem água encanada           | Zé Love              |
| 15/10 | Sidney         | Decisão pelo poder da Chama Branca                                                      | 48 horas                 | Sem água quente             | Zé Love              |
| 19/10 | Babi (2)       | Não utilizou o microfone para se comunicar                                              | 48 horas                 | Sem água encanada           | Yuri                 |
| 19/10 | Gizelly        | Não utilizou o microfone para se comunicar                                              | 48 horas                 | Sem água encanada           | Yuri                 |
| 20/10 | Yuri           | Não cumpriu as regras de convivência da Fazenda Levou objetos para a área dos animais   | 72 horas                 | Sem gás                     | Yuri                 |
| 21/10 | Zé Love (2)    | Não cumpriu as regras de convivência da Fazenda Levou objetos para a área dos animais   | 48 horas                 | Sem água quente             | Yuri                 |
| 21/10 | Babi (3)       | Não utilizou o microfone para se comunicar                                              | 48 horas                 | Sem piscina e ofurô         | Yuri                 |
| 21/10 | Nêssa          | Não utilizou o microfone para se comunicar                                              | 48 horas                 | Sem piscina e ofurô         | Yuri                 |
| 30/10 | Luana (2)      | Não cumpriu as regras de convivência da Fazenda Levou objetos para a área dos animais   | Até a próxima reposição  | Sem ovos e café             | Gilsão               |
| 04/11 | Gizelly (2)    | Não cumpriu as regras de convivência na Baia Utilizou o reservado da Sede               | 24 horas                 | Sem água encanada           | Luana                |
| 05/11 | Sidney (2)     | Não atendeu aos sinais sonoros para obrigações da vaca                                  | 48 horas                 | Sem gás                     | Luana                |
| 06/11 | Flor (3)       | Deixou o lago das aves transbordar                                                      | 48 horas                 | Sem piscina e ofurô         | Luana                |
| 10/11 | Gizelly (3)    | Não utilizou galochas na área dos animais                                               | 48 horas                 | Sem água quente             | Sacha Bali           |
| 22/11 | Flor (4)       | Não cumpriu as regras de convivência na Baia Utilizou o reservado da Sede               | Até a próxima reposição  | Sem café e leite condensado | Gui Vieira           |
| 24/11 | Nêssa (2)      | Não cumpriu as regras de convivência na Baia Utilizou o reservado da Sede               | 48 horas                 | Sem piscina e ofurô         | Gui Vieira           |
| 26/11 | Fer Presto     | Não cumpriu as regras de convivência na Baia Utilizou o reservado da Sede               | 48 horas                 | Sem água encanada           | Gui Vieira           |
| 27/11 | Sacha Bali (4) | Não cumpriu as regras de convivência na Baia Utilizou o reservado da Sede               | 48 horas                 | Sem gás                     | Gui Vieira           |
| 02/12 | Nêssa (3)      | Não utilizou galochas na área dos animais                                               | 48 horas                 | Sem água quente             | Yuri                 |
| 02/12 | Albert         | Não cumpriu as regras de convivência na Baia Utilizou o reservado da Sede               | Até a próxima reposição  | Sem ovos                    | Yuri                 |
| 04/12 | Albert (2)     | Não cumpriu as regras de convivência na Baia Utilizou o reservado da Sede               | 48 horas                 | Sem academia                | Yuri                 |
| 06/12 | Sacha Bali (5) | Não atendeu aos sinais sonoros para obrigações da vaca                                  | Até a próxima reposição  | Sem café                    | Gilsão               |
| 09/12 | Luana (3)      | Não cumpriu as regras de convivência da Fazenda Levou objetos para a área dos animais   | Até a próxima reposição  | Sem sal e azeitona          | Gilsão               |

### Votação
|                       | Semana 1                                                  | Semana 1                          | Semana 2                         | Semana 3                         | Semana 4                          | Semana 5                            | Semana 6                         | Semana 7                                                 | Semana 8                         | Semana 9                          | Semana 10                        | Semana 11                           | Semana 11                           | Semana 12                             | Semana 12                             | Semana 13                        | Semana 13                        | Semana 13                                       | Semana 13                         | Votos recebidos |
| Dia 2                 | Dia 10                                                    | Dia 91                            | Dia 91                           | Semana 3                         | Semana 4                          | Semana 5                            | Semana 6                         | Semana 7                                                 | Semana 8                         | Semana 9                          | Semana 10                        | Semana 11                           | Semana 11                           | Semana 12                             | Semana 12                             | Dia 93                           | Final                            |                                                 |                                   | Votos recebidos |
| --------------------- | --------------------------------------------------------- | --------------------------------- | -------------------------------- | -------------------------------- | --------------------------------- | ----------------------------------- | -------------------------------- | -------------------------------------------------------- | -------------------------------- | --------------------------------- | -------------------------------- | ----------------------------------- | ----------------------------------- | ------------------------------------- | ------------------------------------- | -------------------------------- | -------------------------------- | ----------------------------------------------- | --------------------------------- | --------------- |
| Fazendeiro da Semana  | (nenhum)                                                  | Julia                             | Flor                             | Julia                            | Zé Love                           | Yuri                                | Gilsão                           | Luana                                                    | Sacha Bali                       | Luana                             | Gui Vieira                       | Yuri                                | Yuri                                | Gilsão                                | Gilsão                                | Yuri                             | (nenhum)                         | (nenhum)                                        | (nenhum)                          |                 |
| Poder do Lampião      | (nenhum)                                                  | Zé Love                           | Sacha Bali                       | Camila                           | Sidney                            | Gui Vieira                          | Zé Love                          | Juninho                                                  | Albert                           | Gui Vieira                        | Albert                           | Luana                               | Luana                               | Nêssa                                 | Nêssa                                 | (nenhum)                         | (nenhum)                         | (nenhum)                                        | (nenhum)                          |                 |
| Excluídos (Baia)      | Albert Fer Presto Gui Vieira Sacha Bali Sidney Vivi       | Albert Fernanda Sacha Bali Sidney | Babi Larissa Yuri Zaac           | Raquel Sue Zaac Zé Love          | Flora Cruz Julia Nêssa Sacha Bali | Fernanda Gizelly Juninho Sacha Bali | Albert Camila Fer Presto Luana   | Albert Flor Gilsão Gizelly Gui Vieira Nêssa Yuri Zé Love | Juninho Luana Nêssa Yuri         | Flor Flora Cruz Juninho Sidney    | Fer Presto Nêssa Sacha Bali Yuri | Albert Gilsão Gui Vieira Sidney     | Albert Gilsão Gui Vieira Sidney     | Flor Gui Vieira Luana Sacha Bali      | Flor Gui Vieira Luana Sacha Bali      | (nenhum)                         | (nenhum)                         | (nenhum)                                        | (nenhum)                          |                 |
| Indicado (Fazendeiro) | (nenhum)                                                  | Flor                              | Julia                            | Zé Love                          | Yuri                              | Gilsão                              | Yuri                             | Zé Love                                                  | Gizelly                          | Babi                              | Juninho                          | Sidney                              | Sidney                              | Sacha Bali                            | Sacha Bali                            | (nenhum)                         | (nenhum)                         | (nenhum)                                        | (nenhum)                          |                 |
| Indicado (Peões)      | (nenhum)                                                  | Zé Love                           | Juninho                          | Sacha Bali                       | Sue                               | Julia                               | Sacha Bali                       | Sacha Bali                                               | Flora Cruz                       | Sacha Bali                        | Luana                            | Flora Cruz                          | Flora Cruz                          | Yuri                                  | Yuri                                  | (nenhum)                         | (nenhum)                         | (nenhum)                                        | (nenhum)                          |                 |
| Indicado (Baia)       | (nenhum)                                                  | Sacha Bali                        | Larissa                          | Zaac                             | Nêssa                             | Fer Presto                          | Camila                           | Flor                                                     | Nêssa                            | Albert                            | Fer Presto                       | Gui Vieira                          | Gui Vieira                          | Flor                                  | Flor                                  | (nenhum)                         | (nenhum)                         | (nenhum)                                        | (nenhum)                          |                 |
| Indicado (Resta Um)   | (nenhum)                                                  | Vivi                              | Fer Presto                       | Cauê                             | Sacha Bali                        | Luana                               | Luana                            | Gui Vieira                                               | Luana                            | Gui Vieira                        | Yuri                             | Gilsão                              | Gilsão                              | Luana                                 | Gui Vieira                            | Albert Sacha Bali Sidney Yuri    | Gilsão Gui Vieira Juninho Nêssa  | Gui Vieira Juninho Nêssa Sacha Bali Sidney Yuri | (nenhum)                          |                 |
|                       |                                                           |                                   |                                  |                                  |                                   |                                     |                                  |                                                          |                                  |                                   |                                  |                                     |                                     |                                       |                                       |                                  |                                  |                                                 |                                   |                 |
| Sacha Bali            | Sede                                                      | Zé Love                           | Juninho                          | Gizelly                          | Sue                               | Sidney                              | Zé Love                          | Fer Presto                                               | Fazendeiro                       | Gilsão                            | Albert                           | Flora Cruz                          | Gilsão                              | Albert                                | Albert                                | Roça                             | Salvo                            | Roça                                            | Vencedor (Dia 96)                 | 57              |
| Sidney                | Sede                                                      | Larissa                           | Cauê                             | Sacha Bali (x2)                  | Sue                               | Julia                               | Sacha Bali                       | Sacha Bali                                               | Flora Cruz                       | Sacha Bali                        | Luana                            | Sacha Bali                          | Albert                              | Yuri                                  | Yuri                                  | Roça                             | Salvo                            | Roça                                            | 2º lugar (Dia 96)                 | 4               |
| Yuri                  | Sede                                                      | Zé Love                           | Juninho                          | Fernanda                         | Babi                              | Fazendeiro                          | Zé Love                          | Babi                                                     | Babi                             | Gilsão                            | Albert                           | Fazendeiro                          | Gilsão                              | Albert                                | Albert                                | Roça                             | Salvo                            | Roça                                            | 3º lugar (Dia 96)                 | 11              |
| Gui Vieira            | Sede                                                      | Zé Love                           | Juninho                          | Fernanda                         | Fernanda                          | Zaac                                | Zé Love                          | Babi                                                     | Flora Cruz                       | Gilsão                            | Fazendeiro                       | Flor                                | Gilsão                              | Albert                                | Albert                                | Salvo                            | Roça                             | Roça                                            | 4º lugar (Dia 96)                 | 12              |
| Juninho               | Sede                                                      | Gui Vieira                        | Cauê                             | Sacha Bali (x2)                  | Sue                               | Julia                               | Gui Vieira                       | Gui Vieira                                               | Flora Cruz                       | Sacha Bali                        | Luana                            | Flor                                | Albert                              | Yuri                                  | Yuri                                  | Salvo                            | Roça                             | Roça                                            | Eliminado (Dia 94)                | 13              |
| Nêssa                 | Sede                                                      | Gilsão                            | Gilsão                           | Sacha Bali (x2)                  | Sue                               | Julia                               | Sacha Bali                       | Yuri                                                     | Flora Cruz                       | Sacha Bali                        | Flora Cruz                       | Flora Cruz                          | Albert                              | Yuri                                  | Yuri                                  | Salva                            | Roça                             | Roça                                            | Eliminada (Dia 94)                | 6               |
| Gilsão                | Sede                                                      | Yuri                              | Cauê                             | Sacha Bali (x2)                  | Sue                               | Julia                               | Fazendeiro                       | Gui Vieira                                               | Flora Cruz                       | Sacha Bali                        | Luana                            | Flor                                | Inelegível                          | Fazendeiro                            | Fazendeiro                            | Salvo                            | Roça                             | Eliminado (Dia 93)                              | Eliminado (Dia 93)                | 14              |
| Albert                | Paiol                                                     | Gui Vieira                        | Cauê                             | Sacha Bali (x2)                  | Sue                               | Julia                               | Sacha Bali                       | Yuri                                                     | Flora Cruz                       | Yuri                              | Luana                            | Nêssa                               | Inelegível                          | Yuri                                  | Yuri                                  | Roça                             | Eliminado (Dia 92)               | Eliminado (Dia 92)                              | Eliminado (Dia 92)                | 12              |
| Flor                  | Sede                                                      | Gui Vieira                        | Fazendeira                       | Sacha Bali (x2)                  | Sue                               | Julia                               | Sacha Bali                       | Sacha Bali                                               | Flora Cruz                       | Gilsão                            | Gilsão                           | Flora Cruz                          | Gilsão                              | Yuri                                  | Yuri                                  | Eliminada (Dia 89)               | Eliminada (Dia 89)               | Eliminada (Dia 89)                              | Eliminada (Dia 89)                | 8               |
| Luana                 | Sede                                                      | Zé Love                           | Juninho                          | Sacha Bali (x2)                  | Flor                              | Fer Presto                          | Zé Love                          | Fazendeira                                               | Babi                             | Fazendeira                        | Gilsão                           | Flora Cruz (x4)                     | Gilsão                              | Albert                                | Albert                                | Eliminada (Dia 89)               | Eliminada (Dia 89)               | Eliminada (Dia 89)                              | Eliminada (Dia 89)                | 7               |
| Flora Cruz            | Sede                                                      | Zé Love                           | Juninho                          | Sacha Bali (x2)                  | Flor                              | Nêssa                               | Gui Vieira                       | Sacha Bali                                               | Babi                             | Sacha Bali                        | Luana                            | Flor                                | Albert                              | Eliminada (Dia 82)                    | Eliminada (Dia 82)                    | Eliminada (Dia 82)               | Eliminada (Dia 82)               | Eliminada (Dia 82)                              | Eliminada (Dia 82)                | 17              |
| Fer Presto            | Sede                                                      | Vivi                              | Cauê                             | Sacha Bali (x2)                  | Sue                               | Julia                               | Sacha Bali                       | Gui Vieira                                               | Flora Cruz                       | Sacha Bali                        | Luana                            | Eliminado (Dia 75)                  | Eliminado (Dia 75)                  | Eliminado (Dia 75)                    | Eliminado (Dia 75)                    | Eliminado (Dia 75)               | Eliminado (Dia 75)               | Eliminado (Dia 75)                              | Eliminado (Dia 75)                | 5               |
| Babi                  | Sede                                                      | Gui Vieira                        | Cauê                             | Sacha Bali (x2)                  | Sue                               | Julia                               | Sacha Bali                       | Sacha Bali                                               | Flora Cruz                       | Sacha Bali                        | Eliminada (Dia 68)               | Eliminada (Dia 68)                  | Eliminada (Dia 68)                  | Eliminada (Dia 68)                    | Eliminada (Dia 68)                    | Eliminada (Dia 68)               | Eliminada (Dia 68)               | Eliminada (Dia 68)                              | Eliminada (Dia 68)                | 7               |
| Gizelly               | Paiol                                                     | Zé Love                           | Juninho                          | Sacha Bali (x2)                  | Juninho                           | Fer Presto                          | Sacha Bali                       | Sacha Bali                                               | Sidney                           | Eliminada (Dia 61)                | Eliminada (Dia 61)               | Eliminada (Dia 61)                  | Eliminada (Dia 61)                  | Eliminada (Dia 61)                    | Eliminada (Dia 61)                    | Eliminada (Dia 61)               | Eliminada (Dia 61)               | Eliminada (Dia 61)                              | Eliminada (Dia 61)                | 2               |
| Zé Love               | Sede                                                      | Sue                               | Cauê                             | Sacha Bali (x2)                  | Fazendeiro                        | Julia                               | Sacha Bali                       | Sacha Bali                                               | Eliminado (Dia 54)               | Eliminado (Dia 54)                | Eliminado (Dia 54)               | Eliminado (Dia 54)                  | Eliminado (Dia 54)                  | Eliminado (Dia 54)                    | Eliminado (Dia 54)                    | Eliminado (Dia 54)               | Eliminado (Dia 54)               | Eliminado (Dia 54)                              | Eliminado (Dia 54)                | 18              |
| Camila                | Sede                                                      | Zé Love                           | Juninho                          | Sacha Bali (x2)                  | Fernanda                          | Nêssa                               | Sacha Bali                       | Eliminada (Dia 47)                                       | Eliminada (Dia 47)               | Eliminada (Dia 47)                | Eliminada (Dia 47)               | Eliminada (Dia 47)                  | Eliminada (Dia 47)                  | Eliminada (Dia 47)                    | Eliminada (Dia 47)                    | Eliminada (Dia 47)               | Eliminada (Dia 47)               | Eliminada (Dia 47)                              | Eliminada (Dia 47)                | 1               |
| Fernanda              | Sede                                                      | Gui Vieira                        | Cauê                             | Sacha Bali (x2)                  | Sue                               | Julia                               | Desistente (Dia 43)              | Desistente (Dia 43)                                      | Desistente (Dia 43)              | Desistente (Dia 43)               | Desistente (Dia 43)              | Desistente (Dia 43)                 | Desistente (Dia 43)                 | Desistente (Dia 43)                   | Desistente (Dia 43)                   | Desistente (Dia 43)              | Desistente (Dia 43)              | Desistente (Dia 43)                             | Desistente (Dia 43)               | 3               |
| Zaac                  | Sede                                                      | Sue                               | Cauê                             | Sacha Bali (x2)                  | Sue                               | Julia                               | Desistente (Dia 43)              | Desistente (Dia 43)                                      | Desistente (Dia 43)              | Desistente (Dia 43)               | Desistente (Dia 43)              | Desistente (Dia 43)                 | Desistente (Dia 43)                 | Desistente (Dia 43)                   | Desistente (Dia 43)                   | Desistente (Dia 43)              | Desistente (Dia 43)              | Desistente (Dia 43)                             | Desistente (Dia 43)               | 2               |
| Julia                 | Sede                                                      | Fazendeira                        | Juninho                          | Fazendeira                       | Fernanda                          | Nêssa                               | Eliminada (Dia 40)               | Eliminada (Dia 40)                                       | Eliminada (Dia 40)               | Eliminada (Dia 40)                | Eliminada (Dia 40)               | Eliminada (Dia 40)                  | Eliminada (Dia 40)                  | Eliminada (Dia 40)                    | Eliminada (Dia 40)                    | Eliminada (Dia 40)               | Eliminada (Dia 40)               | Eliminada (Dia 40)                              | Eliminada (Dia 40)                | 12              |
| Sue                   | Sede                                                      | Zé Love                           | Juninho                          | Sacha Bali (x2)                  | Albert                            | Eliminada (Dia 33)                  | Eliminada (Dia 33)               | Eliminada (Dia 33)                                       | Eliminada (Dia 33)               | Eliminada (Dia 33)                | Eliminada (Dia 33)               | Eliminada (Dia 33)                  | Eliminada (Dia 33)                  | Eliminada (Dia 33)                    | Eliminada (Dia 33)                    | Eliminada (Dia 33)               | Eliminada (Dia 33)               | Eliminada (Dia 33)                              | Eliminada (Dia 33)                | 13              |
| Cauê                  | Paiol                                                     | Zé Love                           | Juninho                          | Fernanda                         | Eliminado (Dia 26)                | Eliminado (Dia 26)                  | Eliminado (Dia 26)               | Eliminado (Dia 26)                                       | Eliminado (Dia 26)               | Eliminado (Dia 26)                | Eliminado (Dia 26)               | Eliminado (Dia 26)                  | Eliminado (Dia 26)                  | Eliminado (Dia 26)                    | Eliminado (Dia 26)                    | Eliminado (Dia 26)               | Eliminado (Dia 26)               | Eliminado (Dia 26)                              | Eliminado (Dia 26)                | 9               |
| Raquel                | Sede                                                      | Zé Love                           | Juninho                          | Retirada (Dia 22)                | Retirada (Dia 22)                 | Retirada (Dia 22)                   | Retirada (Dia 22)                | Retirada (Dia 22)                                        | Retirada (Dia 22)                | Retirada (Dia 22)                 | Retirada (Dia 22)                | Retirada (Dia 22)                   | Retirada (Dia 22)                   | Retirada (Dia 22)                     | Retirada (Dia 22)                     | Retirada (Dia 22)                | Retirada (Dia 22)                | Retirada (Dia 22)                               | Retirada (Dia 22)                 | 0               |
| Larissa               | Sede                                                      | Zé Love                           | Sidney                           | Eliminada (Dia 19)               | Eliminada (Dia 19)                | Eliminada (Dia 19)                  | Eliminada (Dia 19)               | Eliminada (Dia 19)                                       | Eliminada (Dia 19)               | Eliminada (Dia 19)                | Eliminada (Dia 19)               | Eliminada (Dia 19)                  | Eliminada (Dia 19)                  | Eliminada (Dia 19)                    | Eliminada (Dia 19)                    | Eliminada (Dia 19)               | Eliminada (Dia 19)               | Eliminada (Dia 19)                              | Eliminada (Dia 19)                | 2               |
| Vivi                  | Paiol                                                     | Zé Love                           | Eliminada (Dia 12)               | Eliminada (Dia 12)               | Eliminada (Dia 12)                | Eliminada (Dia 12)                  | Eliminada (Dia 12)               | Eliminada (Dia 12)                                       | Eliminada (Dia 12)               | Eliminada (Dia 12)                | Eliminada (Dia 12)               | Eliminada (Dia 12)                  | Eliminada (Dia 12)                  | Eliminada (Dia 12)                    | Eliminada (Dia 12)                    | Eliminada (Dia 12)               | Eliminada (Dia 12)               | Eliminada (Dia 12)                              | Eliminada (Dia 12)                | 1               |
| D'Black               | Paiol                                                     | Eliminado (Dia 5)                 | Eliminado (Dia 5)                | Eliminado (Dia 5)                | Eliminado (Dia 5)                 | Eliminado (Dia 5)                   | Eliminado (Dia 5)                | Eliminado (Dia 5)                                        | Eliminado (Dia 5)                | Eliminado (Dia 5)                 | Eliminado (Dia 5)                | Eliminado (Dia 5)                   | Eliminado (Dia 5)                   | Eliminado (Dia 5)                     | Eliminado (Dia 5)                     | Eliminado (Dia 5)                | Eliminado (Dia 5)                | Eliminado (Dia 5)                               | Eliminado (Dia 5)                 | —               |
| Gabriela              | Paiol                                                     | Eliminada (Dia 5)                 | Eliminada (Dia 5)                | Eliminada (Dia 5)                | Eliminada (Dia 5)                 | Eliminada (Dia 5)                   | Eliminada (Dia 5)                | Eliminada (Dia 5)                                        | Eliminada (Dia 5)                | Eliminada (Dia 5)                 | Eliminada (Dia 5)                | Eliminada (Dia 5)                   | Eliminada (Dia 5)                   | Eliminada (Dia 5)                     | Eliminada (Dia 5)                     | Eliminada (Dia 5)                | Eliminada (Dia 5)                | Eliminada (Dia 5)                               | Eliminada (Dia 5)                 | —               |
| Geovana               | Paiol                                                     | Eliminada (Dia 5)                 | Eliminada (Dia 5)                | Eliminada (Dia 5)                | Eliminada (Dia 5)                 | Eliminada (Dia 5)                   | Eliminada (Dia 5)                | Eliminada (Dia 5)                                        | Eliminada (Dia 5)                | Eliminada (Dia 5)                 | Eliminada (Dia 5)                | Eliminada (Dia 5)                   | Eliminada (Dia 5)                   | Eliminada (Dia 5)                     | Eliminada (Dia 5)                     | Eliminada (Dia 5)                | Eliminada (Dia 5)                | Eliminada (Dia 5)                               | Eliminada (Dia 5)                 | —               |
| Michael               | Paiol                                                     | Eliminado (Dia 5)                 | Eliminado (Dia 5)                | Eliminado (Dia 5)                | Eliminado (Dia 5)                 | Eliminado (Dia 5)                   | Eliminado (Dia 5)                | Eliminado (Dia 5)                                        | Eliminado (Dia 5)                | Eliminado (Dia 5)                 | Eliminado (Dia 5)                | Eliminado (Dia 5)                   | Eliminado (Dia 5)                   | Eliminado (Dia 5)                     | Eliminado (Dia 5)                     | Eliminado (Dia 5)                | Eliminado (Dia 5)                | Eliminado (Dia 5)                               | Eliminado (Dia 5)                 | —               |
|                       |                                                           |                                   |                                  |                                  |                                   |                                     |                                  |                                                          |                                  |                                   |                                  |                                     |                                     |                                       |                                       |                                  |                                  |                                                 |                                   |                 |
| Notas                 | [ nota 13 ]                                               | [ nota 14 ]                       | [ nota 15 ]                      | [ nota 16 ]                      | [ nota 17 ]                       | [ nota 18 ]                         | [ nota 19 ]                      | [ nota 20 ]                                              | [ nota 21 ]                      | [ nota 22 ]                       | [ nota 23 ]                      | [ nota 24 ]                         | [ nota 24 ]                         | [ nota 25 ]                           | [ nota 25 ]                           | [ nota 26 ]                      | [ nota 26 ]                      | [ nota 27 ]                                     | [ nota 28 ]                       |                 |
| Retirado              | (nenhum)                                                  | (nenhum)                          | (nenhum)                         | Raquel                           | (nenhum)                          | (nenhum)                            | (nenhum)                         | (nenhum)                                                 | (nenhum)                         | (nenhum)                          | (nenhum)                         | (nenhum)                            | (nenhum)                            | (nenhum)                              | (nenhum)                              | (nenhum)                         | (nenhum)                         | (nenhum)                                        | (nenhum)                          |                 |
| Desistente            | (nenhum)                                                  | (nenhum)                          | (nenhum)                         | (nenhum)                         | (nenhum)                          | (nenhum)                            | Fernanda                         | (nenhum)                                                 | (nenhum)                         | (nenhum)                          | (nenhum)                         | (nenhum)                            | (nenhum)                            | (nenhum)                              | (nenhum)                              | (nenhum)                         | (nenhum)                         | (nenhum)                                        | (nenhum)                          |                 |
| Desistente            | (nenhum)                                                  | (nenhum)                          | (nenhum)                         | (nenhum)                         | (nenhum)                          | (nenhum)                            | Zaac                             | (nenhum)                                                 | (nenhum)                         | (nenhum)                          | (nenhum)                         | (nenhum)                            | (nenhum)                            | (nenhum)                              | (nenhum)                              | (nenhum)                         | (nenhum)                         | (nenhum)                                        | (nenhum)                          |                 |
| Pré-Roça              | (nenhum)                                                  | Flor Sacha Bali Vivi Zé Love      | Fer Presto Julia Juninho Larissa | Cauê Sacha Bali Zaac Zé Love     | Nêssa Sacha Bali Sue Yuri         | Fer Presto Gilsão Julia Luana       | Camila Luana Sacha Bali Yuri     | Flor Gui Vieira Sacha Bali Zé Love                       | Flora Cruz Gizelly Luana Nêssa   | Albert Babi Gui Vieira Sacha Bali | Fer Presto Juninho Luana Yuri    | Flora Cruz Gilsão Gui Vieira Sidney | Flora Cruz Gilsão Gui Vieira Sidney | Flor Gui Vieira Luana Sacha Bali Yuri | Flor Gui Vieira Luana Sacha Bali Yuri | (nenhum)                         | (nenhum)                         | (nenhum)                                        | (nenhum)                          |                 |
| Vetado                | (nenhum)                                                  | Flor Sacha Bali                   | Larissa                          | Sacha Bali                       | Sue                               | Fer Presto                          | Camila                           | Zé Love                                                  | Gizelly                          | Albert                            | Fer Presto                       | Gui Vieira                          | Gui Vieira                          | Flor Sacha Bali                       | Flor Sacha Bali                       | (nenhum)                         | (nenhum)                         | (nenhum)                                        | (nenhum)                          |                 |
| Salvo                 | (nenhum)                                                  | Flor                              | Julia                            | Zé Love                          | Yuri                              | Gilsão                              | Luana                            | Sacha Bali                                               | Luana                            | Gui Vieira                        | Yuri                             | Gilsão                              | Gilsão                              | Yuri                                  | Yuri                                  | (nenhum)                         | (nenhum)                         | (nenhum)                                        | (nenhum)                          |                 |
| Roça                  | Albert Cauê D'Black Gabriela Geovana Gizelly Michael Vivi | Sacha Bali Vivi Zé Love           | Fer Presto Juninho Larissa       | Cauê Sacha Bali Zaac             | Nêssa Sacha Bali Sue              | Fer Presto Julia Luana              | Camila Sacha Bali Yuri           | Flor Gui Vieira Zé Love                                  | Flora Cruz Gizelly Nêssa         | Albert Babi Sacha Bali            | Fer Presto Juninho Luana         | Flora Cruz Gui Vieira Sidney        | Flora Cruz Gui Vieira Sidney        | Flor Gui Vieira Luana Sacha Bali      | Flor Gui Vieira Luana Sacha Bali      | Albert Sacha Bali Sidney Yuri    | Gilsão Gui Vieira Juninho Nêssa  | Gui Vieira Juninho Nêssa Sacha Bali Sidney Yuri | Gui Vieira Sacha Bali Sidney Yuri |                 |
| Eliminados            | Gabriela 8,42% para entrar                                | Vivi 16,52% para continuar        | Larissa 26,40% para continuar    | Cauê 6,79% para continuar        | Sue 8,15% para continuar          | Julia 22,15% para continuar         | Camila 25,49% para continuar     | Zé Love 30,02% para continuar                            | Gizelly 20,02% para continuar    | Babi 13,74% para continuar        | Fer Presto 7,01% para continuar  | Flora Cruz 21,87% para continuar    | Flora Cruz 21,87% para continuar    | Luana 8,16% para continuar            | Luana 8,16% para continuar            | Albert 0,85% para continuar      | Gilsão 8,89% para continuar      | Nêssa 1,07% para continuar                      | Gui Vieira 6,63% para vencer      |                 |
| Eliminados            | Michael 9,34% para entrar                                 | Vivi 16,52% para continuar        | Larissa 26,40% para continuar    | Cauê 6,79% para continuar        | Sue 8,15% para continuar          | Julia 22,15% para continuar         | Camila 25,49% para continuar     | Zé Love 30,02% para continuar                            | Gizelly 20,02% para continuar    | Babi 13,74% para continuar        | Fer Presto 7,01% para continuar  | Flora Cruz 21,87% para continuar    | Flora Cruz 21,87% para continuar    | Luana 8,16% para continuar            | Luana 8,16% para continuar            | Albert 0,85% para continuar      | Gilsão 8,89% para continuar      | Nêssa 1,07% para continuar                      | Gui Vieira 6,63% para vencer      |                 |
| Eliminados            | Yuri 18,46% para vencer                                   | Vivi 16,52% para continuar        | Larissa 26,40% para continuar    | Cauê 6,79% para continuar        | Sue 8,15% para continuar          | Julia 22,15% para continuar         | Camila 25,49% para continuar     | Zé Love 30,02% para continuar                            | Gizelly 20,02% para continuar    | Babi 13,74% para continuar        | Fer Presto 7,01% para continuar  | Flora Cruz 21,87% para continuar    | Flora Cruz 21,87% para continuar    | Luana 8,16% para continuar            | Luana 8,16% para continuar            | Albert 0,85% para continuar      | Gilsão 8,89% para continuar      | Nêssa 1,07% para continuar                      |                                   |                 |
| Eliminados            | Geovana 10,11% para entrar                                | Vivi 16,52% para continuar        | Larissa 26,40% para continuar    | Cauê 6,79% para continuar        | Sue 8,15% para continuar          | Julia 22,15% para continuar         | Camila 25,49% para continuar     | Zé Love 30,02% para continuar                            | Gizelly 20,02% para continuar    | Babi 13,74% para continuar        | Fer Presto 7,01% para continuar  | Flora Cruz 21,87% para continuar    | Flora Cruz 21,87% para continuar    | Flor 15,81% para continuar            | Flor 15,81% para continuar            | Albert 0,85% para continuar      | Gilsão 8,89% para continuar      | Juninho 3,94% para continuar                    |                                   |                 |
| Eliminados            | Geovana 10,11% para entrar                                | Vivi 16,52% para continuar        | Larissa 26,40% para continuar    | Cauê 6,79% para continuar        | Sue 8,15% para continuar          | Julia 22,15% para continuar         | Camila 25,49% para continuar     | Zé Love 30,02% para continuar                            | Gizelly 20,02% para continuar    | Babi 13,74% para continuar        | Fer Presto 7,01% para continuar  | Flora Cruz 21,87% para continuar    | Flora Cruz 21,87% para continuar    | Flor 15,81% para continuar            | Flor 15,81% para continuar            | Albert 0,85% para continuar      | Gilsão 8,89% para continuar      | Juninho 3,94% para continuar                    | Sidney 23,98% para vencer         |                 |
| Eliminados            | D'Black 10,96% para entrar                                | Vivi 16,52% para continuar        | Larissa 26,40% para continuar    | Cauê 6,79% para continuar        | Sue 8,15% para continuar          | Julia 22,15% para continuar         | Camila 25,49% para continuar     | Zé Love 30,02% para continuar                            | Gizelly 20,02% para continuar    | Babi 13,74% para continuar        | Fer Presto 7,01% para continuar  | Flora Cruz 21,87% para continuar    | Flora Cruz 21,87% para continuar    | Flor 15,81% para continuar            | Flor 15,81% para continuar            | Albert 0,85% para continuar      | Gilsão 8,89% para continuar      | Juninho 3,94% para continuar                    |                                   |                 |
| Outras %              | Cauê 12,16% para entrar                                   | Sacha Bali 31,57% para continuar  | Fer Presto 34,79% para continuar | Zaac 34,94% para continuar       | Nêssa 43,27% para continuar       | Luana 36,32% para continuar         | Sacha Bali 30,23% para continuar | Flor 32,45% para continuar                               | Flora Cruz 39,28% para continuar | Albert 18,82% para continuar      | Juninho 21,93% para continuar    | Sidney 26,17% para continuar        | Sidney 26,17% para continuar        | Gui Vieira 34,83% para continuar      | Gui Vieira 34,83% para continuar      | Sidney 18,99% para continuar     | Nêssa 10,61% para continuar      | Gui Vieira 13,94% para continuar                | Sacha Bali 50,93% para vencer     |                 |
| Outras %              | Albert 12,99% para entrar                                 | Sacha Bali 31,57% para continuar  | Fer Presto 34,79% para continuar | Zaac 34,94% para continuar       | Nêssa 43,27% para continuar       | Luana 36,32% para continuar         | Sacha Bali 30,23% para continuar | Flor 32,45% para continuar                               | Flora Cruz 39,28% para continuar | Albert 18,82% para continuar      | Juninho 21,93% para continuar    | Sidney 26,17% para continuar        | Sidney 26,17% para continuar        | Gui Vieira 34,83% para continuar      | Gui Vieira 34,83% para continuar      | Sidney 18,99% para continuar     | Nêssa 10,61% para continuar      | Yuri 18,58% para continuar                      | Sacha Bali 50,93% para vencer     |                 |
| Outras %              | Albert 12,99% para entrar                                 | Sacha Bali 31,57% para continuar  | Fer Presto 34,79% para continuar | Zaac 34,94% para continuar       | Nêssa 43,27% para continuar       | Luana 36,32% para continuar         | Sacha Bali 30,23% para continuar | Flor 32,45% para continuar                               | Flora Cruz 39,28% para continuar | Albert 18,82% para continuar      | Juninho 21,93% para continuar    | Sidney 26,17% para continuar        | Sidney 26,17% para continuar        | Gui Vieira 34,83% para continuar      | Gui Vieira 34,83% para continuar      | Yuri 31,87% para continuar       | Juninho 14,75% para continuar    | Yuri 18,58% para continuar                      | Sacha Bali 50,93% para vencer     |                 |
| Outras %              | Vivi 15,28% para entrar                                   | Zé Love 51,91% para continuar     | Juninho 38,81% para continuar    | Sacha Bali 58,27% para continuar | Sacha Bali 48,58% para continuar  | Fer Presto 41,53% para continuar    | Yuri 44,28% para continuar       | Gui Vieira 37,53% para continuar                         | Nêssa 40,70% para continuar      | Sacha Bali 67,44% para continuar  | Luana 71,06% para continuar      | Gui Vieira 51,96% para continuar    | Gui Vieira 51,96% para continuar    | Sacha Bali 41,20% para continuar      | Sacha Bali 41,20% para continuar      | Yuri 31,87% para continuar       | Juninho 14,75% para continuar    | Sidney 20,04% para continuar                    | Sacha Bali 50,93% para vencer     |                 |
| Outras %              | Vivi 15,28% para entrar                                   | Zé Love 51,91% para continuar     | Juninho 38,81% para continuar    | Sacha Bali 58,27% para continuar | Sacha Bali 48,58% para continuar  | Fer Presto 41,53% para continuar    | Yuri 44,28% para continuar       | Gui Vieira 37,53% para continuar                         | Nêssa 40,70% para continuar      | Sacha Bali 67,44% para continuar  | Luana 71,06% para continuar      | Gui Vieira 51,96% para continuar    | Gui Vieira 51,96% para continuar    | Sacha Bali 41,20% para continuar      | Sacha Bali 41,20% para continuar      | Sacha Bali 48,30% para continuar | Gui Vieira 65,75% para continuar | Sidney 20,04% para continuar                    | Sacha Bali 50,93% para vencer     |                 |
| Outras %              | Gizelly 20,74% para entrar                                | Zé Love 51,91% para continuar     | Juninho 38,81% para continuar    | Sacha Bali 58,27% para continuar | Sacha Bali 48,58% para continuar  | Fer Presto 41,53% para continuar    | Yuri 44,28% para continuar       | Gui Vieira 37,53% para continuar                         | Nêssa 40,70% para continuar      | Sacha Bali 67,44% para continuar  | Luana 71,06% para continuar      | Gui Vieira 51,96% para continuar    | Gui Vieira 51,96% para continuar    | Sacha Bali 41,20% para continuar      | Sacha Bali 41,20% para continuar      | Sacha Bali 48,30% para continuar | Gui Vieira 65,75% para continuar | Sacha Bali 42,43% para continuar                | Sacha Bali 50,93% para vencer     |                 |

#### Legendas
|  | Imune |  | Vetado(a) |

## Classificação geral
| Pos.  | Participante       | Meio de indicação   | % dos votos | Eliminado em |
| ----- | ------------------ | ------------------- | ----------- | ------------ |
| 1     | Sacha Bali         | Finalistas          | 50,93%      | —            |
| 2     | Sidney Sampaio     | Finalistas          | 23,98%      | —            |
| 3     | Yuri Bonotto       | Finalistas          | 18,46%      | —            |
| 4     | Gui Vieira         | Finalistas          | 6,63%       | —            |
| 5–6   | Juninho Bill       | Roça Final          | 3,94%       | Semana 13    |
| 5–6   | Vanessa Carvalho   | Roça Final          | 1,07%       | Semana 13    |
| 7     | Gilson de Oliveira | Prova Final         | 8,89%       | Semana 13    |
| 8     | Albert Bressan     | Prova Final (Sacha) | 0,85%       | Semana 13    |
| 9     | Flor Fernandez     | Baia (Yuri)         | 15,81%      | Semana 12    |
| 10    | Luana Targinno     | Resta Um            | 8,16%       | Semana 12    |
| 11    | Flora Cruz         | Peões (7 votos)     | 21,87%      | Semana 11    |
| 12    | Fernando Presto    | Baia (Luana)        | 7,01%       | Semana 10    |
| 13    | Babi Muniz         | Fazendeira (Luana)  | 13,74%      | Semana 9     |
| 14    | Gizelly Bicalho    | Fazendeiro (Sacha)  | 20,02%      | Semana 8     |
| 15    | Zé Love            | Fazendeira (Luana)  | 30,02%      | Semana 7     |
| 16    | Camila Moura       | Baia (Sacha)        | 25,49%      | Semana 6     |
| 17–18 | Fernanda Campos    | Desistentes         | —           | Semana 6     |
| 17–18 | Zaac               | Desistentes         | —           | Semana 6     |
| 19    | Julia Simoura      | Peões (11 votos)    | 22,15%      | Semana 5     |
| 20    | Suelen Gervásio    | Peões (11 votos)    | 8,15%       | Semana 4     |
| 21    | Cauê Fantin        | Resta Um            | 6,79%       | Semana 3     |
| 22    | Raquel Brito       | Retirada            | —           | Semana 3     |
| 23    | Larissa Tomásia    | Baia (Juninho)      | 26,40%      | Semana 2     |
| 24    | Vivi Fernandez     | Resta Um            | 16,52%      | Semana 1     |
| 25–28 | D'Black            | Paiol               | 10,96%      | Semana 1     |
| 25–28 | Gabriela Rossi     | Paiol               | 8,42%       | Semana 1     |
| 25–28 | Geovana Chagas     | Paiol               | 10,11%      | Semana 1     |
| 25–28 | Michael Calasans   | Paiol               | 9,34%       | Semana 1     |

## Participações especiais

### Apresentações musicais
| Data                   | Artista/banda        | Tema                      | Ref.    |
| ---------------------- | -------------------- | ------------------------- | ------- |
| 20 de setembro de 2024 | Tierry               | Festa Anos 20             | [ 101 ] |
| 27 de setembro de 2024 | Tchakabum            | Festa Alto-Mar            | [ 102 ] |
| 4 de outubro de 2024   | DJ Lud Prado         | Festa Surreal             | [ 103 ] |
| 11 de outubro de 2024  | Yasmin Santos        | Festa Fantástica          | [ 104 ] |
| 18 de outubro de 2024  | DJ Ronald            | Festa Sob a Lua de Verona | [ 105 ] |
| 25 de outubro de 2024  | DJ Arthur Henri      | Festa Parque de Diversões | [ 106 ] |
| 8 de novembro de 2024  | Magníficos           | Festa no Sertão           | [ 107 ] |
| 22 de novembro de 2024 | Turma do Pagode      | Festa do Mundo Todo       | [ 108 ] |
| 6 de dezembro de 2024  | Molejo               | Festa do Moinho Sonhador  | [ 109 ] |
| 17 de dezembro de 2024 | Tarcísio do Acordeon | Festa do Piseiro          | [ 110 ] |
| 17 de dezembro de 2024 | Iguinho & Lulinha    | Festa do Piseiro          | [ 110 ] |
| 17 de dezembro de 2024 | Vitor Fernandes      | Festa do Piseiro          | [ 110 ] |

## Audiência
Os dados são providos pelo IBOPE e se referem ao público da Grande São Paulo.
| Data de transmissão | SEG             | TER             | QUA             | QUI             | SEX             | SÁB             | DOM             | Média semanal |
| ------------------- | --------------- | --------------- | --------------- | --------------- | --------------- | --------------- | --------------- | ------------- |
| 16/09 a 22/09/2024  | 6,8             | 5,7             | 5,8             | 6,1             | 6,2             | 4,8             | 5,9             | 5,9           |
| 23/09 a 29/09/2024  | 5,8             | 5,5             | 5,1             | 6,0             | 7,0             | 5,3             | 4,3             | 5,6           |
| 30/09 a 06/10/2024  | 6,4             | 5,7             | 5,4             | 5,5             | 5,6             | 3,7             | 4,4             | 5,2           |
| 07/10 a 13/10/2024  | 6,4             | 5,7             | 6,4             | 6,4             | 4,6             | 3,9             | 4,3             | 5,4           |
| 14/10 a 20/10/2024  | 4,9             | 4,9             | 5,7             | 5,9             | 5,6             | 4,6             | 4,2             | 5,1           |
| 21/10 a 27/10/2024  | 4,8             | 6,1             | 5,9             | 5,6             | 4,9             | 4,8             | 6,0             | 5,4           |
| 28/10 a 03/11/2024  | 6,2             | 6,5             | 6,6             | 5,9             | 6,2             | 4,6             | 5,1             | 5,9           |
| 04/11 a 10/11/2024  | 5,7             | 6,5             | 6,6             | 6,8             | 6,2             | 4,8             | 4,9             | 5,9           |
| 11/11 a 17/11/2024  | 6,0             | 6,5             | 6,7             | 6,4             | 5,9             | 4,5             | 4,7             | 5,8           |
| 18/11 a 24/11/2024  | 6,1             | 5,9             | 6,4             | 7,0             | 6,8             | 4,4             | 4,8             | 5,9           |
| 25/11 a 01/12/2024  | 5,8             | 6,2             | 6,8             | 6,0             | 6,5             | 3,7             | 4,2             | 5,6           |
| 02/12 a 08/12/2024  | 5,2             | 7,0             | 6,4             | 6,1             | 6,1             | 4,4             | 4,8             | 5,7           |
| 09/12 a 15/12/2024  | 5,7             | 6,7             | 6,9             | 6,8             | 6,3             | 4,7             | 5,5             | 6,1           |
| 16/12 a 19/12/2024  | 6,5             | 6,1             | 5,9             | 7,4             | —               | —               | —               | 6,4           |
| 16/09 a 19/12/2024  | Média da edição | Média da edição | Média da edição | Média da edição | Média da edição | Média da edição | Média da edição | 5,7           |

- Em 2024, cada ponto representa 73,2 mil domicílios ou 191,4 mil pessoas na Grande São Paulo.[206]